# Hoogbrugstraat
De Hoogbrugstraat (Maastrichts: Hoegbrögkstraot) is een straat in het stadsdeel Wyck, in het centrum van de Nederlandse stad Maastricht. De straat is van middeleeuwse, mogelijk vroegmiddeleeuwse oorsprong. Vanaf de veertiende eeuw was het een van de drukste straten van Maastricht, waar zich veel kooplieden en neringdoenden vestigden. Tegenwoordig is het een vrij rustige woon-, winkel- en horecastraat met een overwegend zeventiende en achttiende-eeuwse bebouwing. De straat telt 60 rijksmonumenten en 16 gemeentelijke monumenten.

## Naamgeving
De straatnaam Hoogbrugstraat (vroeger Hoogebrugstraat of Hoogbruggestraat) dateert mogelijk uit de middeleeuwen en verwijst naar de Hoogebrug of Hoogbrugge, de (letterlijk) hoge brug over de verdwenen Maasarm buiten de Hoogbruggepoort. Deze poort werd later aangeduid als Duitse of Aker Poort. De naam Hoogbrugge wordt voor het eerst genoemd in 1296. Op plattegronden uit de eerste helft van de negentiende eeuw staat de straatnaam meestal in het Frans aangegeven: Rue haut pont. Mogelijk heette de straat eerder Oude Straat (Aw Straot).
Er zijn meer straatnamen in Maastricht die verwijzen naar bruggen. In het verlengde van de Sint Servaasbrug bevindt zich op de linker Maasoever de Maastrichter Brugstraat. Op de rechter Maasoever ligt de Wycker Brugstraat. De Hoge Brug uit 2003 heeft niets met de historische Hoogbrugge of Hoogbrugstraat te maken. Evenmin is er een verband met Hoge Barakken, waarbij het bijvoeglijk naamwoord betrekking heeft op de ligging nabij de Hoge Maaspunt.

## Ligging
De Hoogbrugstraat ligt in het stadsdeel Wyck op de rechter Maasoever van het Maastrichtse centrum. De straat loopt min of meer van oost naar west tussen Hoogbrugplein en (nu) Waterpoort. Oorspronkelijk zette de Hoogbrugstraat zich in westelijke richting voort tot aan de Maasoever. Omdat de straat aan het (west)einde enigszins afbuigt naar het noorden, verloopt de aansluiting met de zuid-noord lopende Rechtstraat via een flauwe bocht. Er zijn vijf zijstraten, waarvan drie aan de noordzijde. Van oost naar west: Lage Barakken, Wycker Grachtstraat en Rechtstraat. Ook is hier een voetgangerspassage naar het Bourgogneplein, waarvan de ingang gevormd wordt door een poort in het pand Hoogbrugstraat 28. Aan de zuidzijde liggen twee zijstraten: Hoge Barakken en Ruiterij. Daarnaast is er een doorgang voor voetgangers naar de Hoge Barakken, bereikbaar via een poort in Hoogbrugstraat 15. De Hoogbrugstraat is ongeveer 250 m lang en varieert sterk in breedte: van circa 5 m bij de bocht naar de Rechtstraat, tot 25 m bij de aansluiting op het Hoogbrugplein.

## Verkeer en inrichting
In de gehele straat is gemotoriseerd verkeer toegestaan in beide richtingen. Door zijn afzijdige ligging ten opzichte van de Maasbruggen heeft de straat geen functie voor het doorgaand verkeer en rijden er geen lijnbussen. Parkeren is uitsluitend toegestaan in de aangegeven parkeervakken, tegen betaling (via parkeerautomaten). Door de wisselende breedte is de straat niet uniform ingericht; wel is er over de gehele lengte één rijbaan (niet gescheiden en zonder fietsstroken) en zijn er aan beide zijden trottoirs. Door de onregelmatige rooilijn varieert de stoepbreedte aanzienlijk. Op het smalste punt bedraagt deze nauwelijks een meter; elders bevinden zich pleinachtige ruimtes tussen de rijweg en de huizen. Waar de breedte het toelaat, zijn parkeervakken aangegeven (voor langs- of dwarsparkeren). Op diverse plaatsen, onder andere bij in- en uitritten, zijn anti-parkeerpaaltjes geplaatst. Verder is er ruimte gereserveerd voor fietsenrekken, bomen en zitbanken. Met uitzondering van het westelijk deel, is de rijweg geasfalteerd en zijn de parkeervakken en trottoirs geplaveid met kasseien (bij de trottoirs diagonaal gelegd). Het gedeelte van de straat ten westen van Wycker Grachtstraat heeft een afwijkende (tijdelijke?) inrichting met betonstraatsteen (rijweg) en ruitvormig gelegde natuurstenen tegels. Parkeervakken zijn hier onderdeel van het trottoir, gemarkeerd door een afwijkende bestrating en stoeptegels met de letter P.

## Geschiedenis
De geschiedenis van het gebied rond de Hoogbrugstraat wordt voor een deel bepaald door de ligging tussen de historische Maasbruggen en de belangrijkste stadspoort van Wyck. Door de aanleg van de 'Percée' in de late negentiende eeuw, verloor de straat die functie en verpauperde ze. In de tweede helft van de twintigste eeuw werden veel monumentale panden opgeknapt en kreeg de straat een deel van zijn oude glorie terug.

### Romeinse tijd en middeleeuwen: ontstaansgeschiedenis
Archeologische waarnemingen in de omgeving van het kruispunt Hoogbrugstraat/Ruiterij/Waterpoort/Rechtstraat tonen aan dat dit gebied in de Romeinse tijd en in de vroege middeleeuwen bewoond was. De aard en omvang van de Romeinse nederzetting op de rechter Maasoever zijn nog nauwelijks onderzocht. Wel is duidelijk dat de bewoning in dit gebied direct gerelateerd was aan het bestaan van de Romeinse brug, die op de rechteroever aanlandde ter hoogte van Stenenwal 15 (alwaar een gedenksteen in het plaveisel is ingemetseld). De aanlanding lag echter ergens in het midden van de huidige stroomdraad, omdat de Wycker oever door riviererosie – en door afgraving – in de loop der eeuwen is opgeschoven naar het oosten. De Romeinse hoofdweg van Boulogne-sur-Mer naar Keulen, pas sinds het einde van de twintigste eeuw Via Belgica genoemd, boog na de brug af naar het noorden, waarbij halverwege de latere Rechtstraat werd gekruist, om via het Geuldal zijn weg verder oostwaarts te vervolgen. Een zuidelijke aftakking vanaf de brug richting Aken, in later eeuwen aangeduid als Oude Akerweg, ontstond waarschijnlijk in de zevende of achtste eeuw. Deze volgde het tracé van de Hoogbrugstraat, waarna ook verder van de rivier vandaan bewoning zal zijn ontstaan.

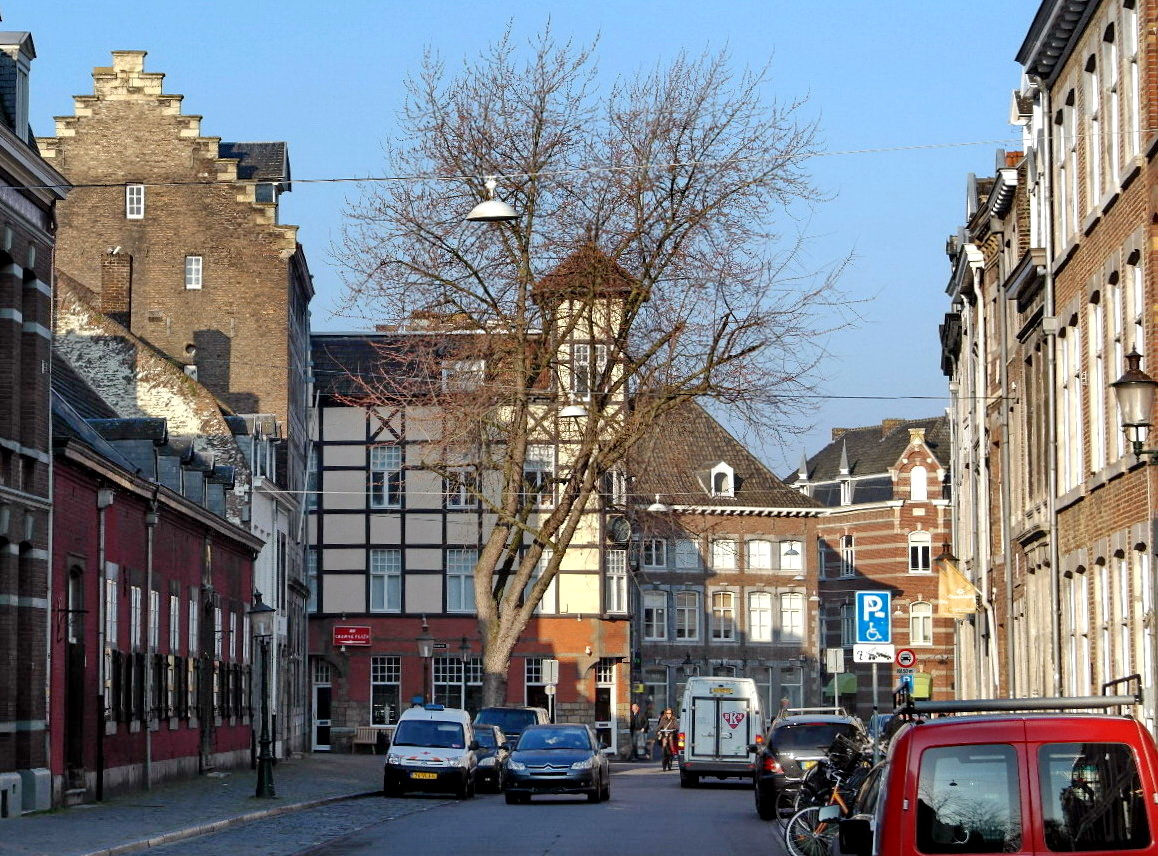
De Hoogbrugstraat gezien naar het westen. Het vooruitspringende gebouw met hoektoren geeft de versmalling in de straat aan. Het straatdeel daarachter lag binnen de eerste omwalling. Links het Sint-Gillishospitaal

De voorstad Wyck is in de middeleeuwen altijd veel kleiner gebleven dan het stadsdeel op de linker Maasoever. In feite bestond Wyck uit twee hoofdstraten: de min of meer parallel aan de Maas lopende Rechtstraat en de dwars daarop gepositioneerde Hoogbrugstraat. Volgens de Maastrichtse stadsarcheoloog Titus Panhuysen werd deze kleine woonkern al aan het einde van de twaalfde eeuw beschermd door een aarden verdedigingswal met palissaden en een gracht. De vestingdeskundige Louis Morreau houdt het op de dertiende eeuw als ontstaansperiode van de eerste verdedigingsgordel, waaraan de namen Wycker Grachtstraat en Wycker Grachtje herinneren. Een groot deel van de huidige Hoogbrugstraat lag buiten deze omwalling, inclusief het Sint-Gillishospitaal, dat al in 1286 wordt genoemd als bezit van het Onze-Lieve-Vrouwekapittel. In de veertiende eeuw verloor de aarden wal zijn functie door de bouw van de verder oostwaarts gelegen Wycker stadsmuur. De nieuwe muur volgde ongeveer het tracé van de Hoge en Lage Barakken, waardoor het stadsdeel iets meer ruimte kreeg en de Hoogbrugstraat in zijn geheel binnen de ommuurde stad kwam te liggen. De stadsmuur van Wyck had een lengte van ca. 1500 m en telde twaalf muurtorens, twee veldpoorten en enkele kleinere waterpoorten.
In het noorden van Wyck lag de Sint-Maartenspoort, maar de voornaamste poort was de Hoogbruggepoort, vanaf de achttiende eeuw Wycker-, Aker- of Duitse Poort ("Poort Almagne") genoemd. Het was een rechthoekig bouwwerk met een hoog zadeldak en een ruim vijf meter hoge poortdoorgang met een gotisch gewelf en voorzien van een valhek. Waarschijnlijk werd de poort in de vijftiende eeuw uitgebreid met twee ronde, in de gracht uitgebouwde muurtorens, die door zware muren met het bestaande bouwwerk werden verbonden. Rondom de Wycker stadsmuur lag een Maasarm, die het gehele stadsdeel omspoelde. Na het Beleg van 1407-1408, waarbij de Luikenaren het vooral op Wyck gemunt hadden, werd in 1412 de brug over de Maasarm bij de Hoogbruggepoort herbouwd in steen. De stenen Hoogbrugge, met zijn tien bogen, werd gerekend tot de drie Maasbruggen van Maastricht, en was met zijn steile helling met recht een 'hoge brug'.

### Ancien régime: hoofdverkeersweg en handelsstraat
In de stedenatlas Civitates orbis terrarum van Braun en Hogenberg is zowel een plattegrond als een vogelvluchtperspectief van Maastricht afgedrukt, beide omstreeks 1575 ontstaan. Ze laten zien dat de Hoogbrugstraat, hoewel niet direct aansluitend op de Maasbrug, toch gunstig gelegen was tussen die brug en de belangrijkste stadspoort van Wyck, de Hoogbruggepoort, die in 1543 was gemoderniseerd. Al het verkeer vanuit of in de richting van Aken, Keulen, Mainz of Frankfurt am Main moest gebruik maken van die poort, en dus ook van de Hoogbrugstraat, om zonder omwegen de brug te bereiken of de stad te verlaten.

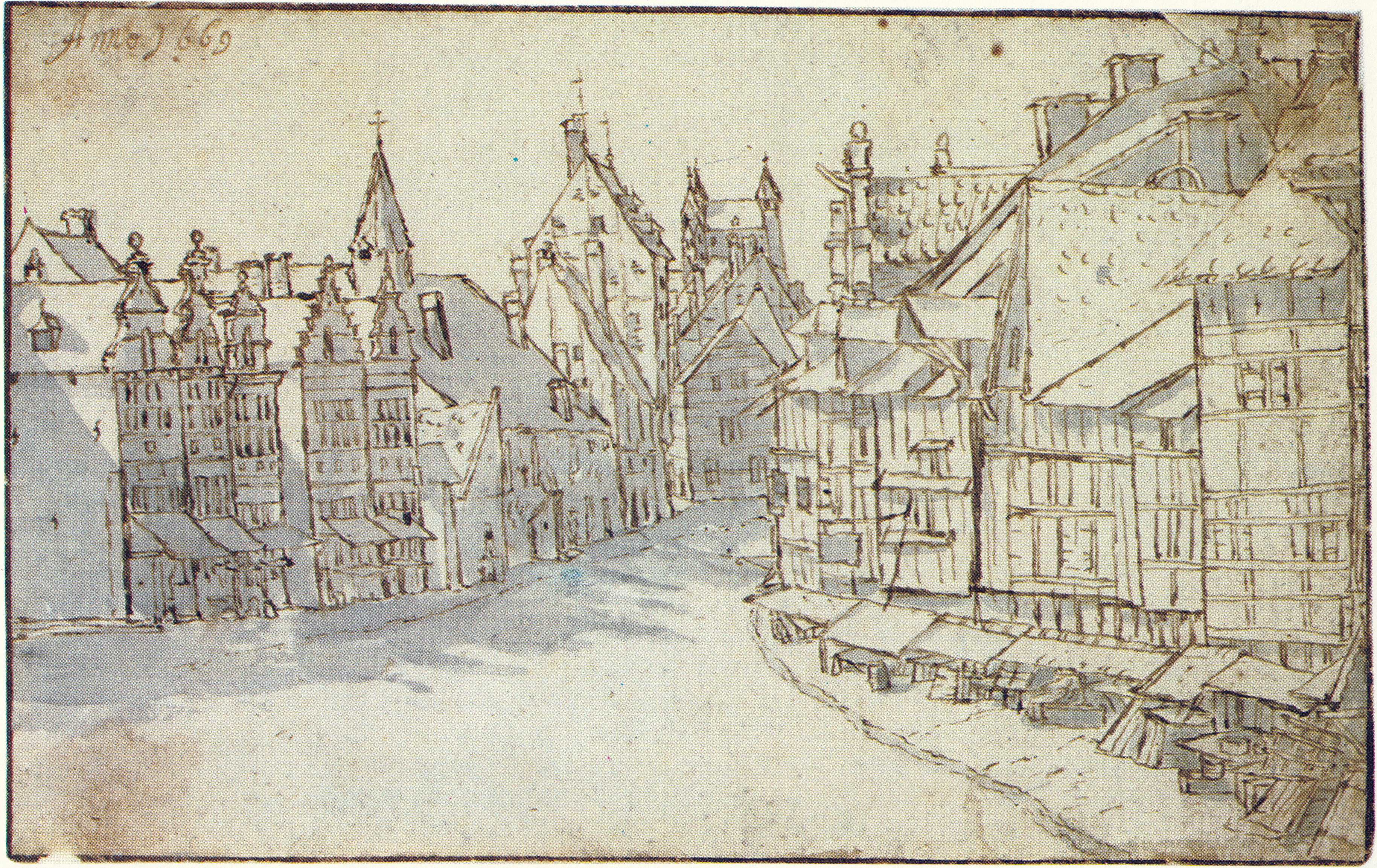
De Hoogbrugstraat gezien naar het westen (pentekening Valentijn Klotz?, 1669)

Een pentekening van de Hoogbrugstraat uit 1669, toegeschreven aan Valentijn Klotz, verschaft veel informatie. De tekenaar staat met zijn rug naar de Hoogbruggepoort en kijkt naar het westen. De vele luifels en uitgestalde waren geven aan dat hier ambachtslieden en handelaren gevestigd waren. Het bredere deel van de straat, vlak bij de poort, was tevens in gebruik als moesmarkt. De tekening geeft tegelijkertijd inzicht in de transformatie van houtskeletbouw naar steen, die de straat in deze periode onderging. Rechts, aan de noordzijde, zijn nog diverse vakwerkgevels te zien. Aan de overkant heeft de verstening al plaatsgevonden en is een rijtje 'moderne' krul- en trapgevels te zien. Verderop zijn aan de zuidzijde het Sint-Gillishospitaal (met klokkentoren) en de hoge puntgevel van de Poort van Beusdael te herkennen, en de torens van de Onze Lieve Vrouwekerk op de linker Maasoever.
Het middeleeuwse hospitaal of gasthuis van Sint-Gillis had in de zeventiende een militaire bestemming, wat op de tekening te zien is aan het huisje van de schildwacht. Het pand fungeerde als de hoofdwacht voor Wyck. In 1757 werd het gebouw teruggegeven aan het Onze-Lieve-Vrouwekapittel en werd er een oudevrouwenhuis in gevestigd. De Poort van Beusdael was in de zestiende eeuw de stadsresidentie van de heren van Beusdael. In 1669, ten tijde van de tekening, was het huis eigendom van het Akense magistratengeslacht Colyn. In 1686 werd het verkocht aan de Eijsdenaar Michiel Peerboom, een rijke koopman, die in Wyck onder andere de bierbrouwerij De Vels bezat. Mogelijk is achter het meeste linkse huis op de tekening een ander poorthuis te zien, de Poort van Gulpen, waarover verder geen gegevens bekend zijn.
Ook in de achttiende eeuw was de Hoogbrugstraat een drukke verkeersstraat, die leidde naar de uitvalswegen naar Aken, het Land van Dalhem en Luik. De Hoogbruggepoort verwerkte meer verkeer dan welke andere stadspoort in Maastricht. Samen met de Rechtstraat, de Muntstraat en de Grote Staat, had de Hoogbrugstraat de grootste winkeldichtheid in Maastricht. Anderzijds hadden de winkels in Wyck lange tijd minder prestige dan bijvoorbeeld die in de Grote Staat of op het Vrijthof; de huurwaarde lag er namelijk een stuk lager. Hetzelfde kan ook geconcludeerd worden uit het feit dat omstreeks 1800 slechts één winkel in de Hoogbrugstraat niet-eigen personeel in dienst had (in de Rechtstraat waren dat er vijf; in de Grote Staat zeven).
Op achttiende-eeuwse plattegronden – en meer nog op de omstreeks 1750 vervaardigde Franse Maquette van Maastricht – is een groot deel van de huidige bebouwing van de Hoogbrugstraat te herkennen. Achter de aaneengesloten huizenrijen liggen voornamelijk tuinen en boomgaarden. Ten zuiden van de straat ligt een kazernecomplex, de Hoge Barakken. Dat zich in deze tijd veranderingen aankondigden, illustreert het voorbeeld van de ondernemersfamilie Rouffaer. Begin achttiende eeuw bezaten de Rouffaers een handel in granen, brandewijn, haring, kaas en specerijen aan de Rechtstraat, later aangevuld met een jeneverstokerij aan de Kaleminkstraat en een oliemolen en gistfabriekje aan de Ruiterij. Arnold Rouffaer (1748-1818) liet in 1790 drie huizen in de Hoogbrugstraat afbreken en bouwde er een groot handelshuis voor in de plaats, het Huis Rouffaer. Achter het huis lag een bedrijfsterrein met diverse opstallen, dat doorliep tot aan de Wycker Grachtstraat.
Na de inname van de stad door Kléber in 1794 was Maastricht twintig jaar lang een Franse stad. De anti-klerikale politiek van de Fransen betekende het einde van alle kloosters en kerkelijke liefdadigheidsinstellingen, waardoor ook het Sint-Gillishospitaal een burgerlijk bestuur kreeg. Anderzijds bood de Franse Tijd nieuwe kansen aan een kleine groep ondernemers.

### Negentiende eeuw: industrialisatie en verpaupering
In de loop van de negentiende eeuw veranderde het karakter van de straat, eerst door de vestiging van industrieën in de directe omgeving, later door de sloop van stadsmuren en vestingwerken en de daarmee samenhangende verschuiving van verkeersstromen.
Op de kadastrale minuutkaart van circa 1823 zijn alle percelen aan de Hoogbrugstraat nauwkeurig ingetekend. Uit een vergelijking met de kadastergegevens van 1842 valt op te maken welke percelen toen in gebruik waren als bedrijfsterrein. Te zien is dat het grote perceel van de handelsonderneming Rouffaer eigendom is van de kinderen van Johan Rouffaer (1780-1834), maar in werkelijkheid was de onderneming een jaar eerder, in 1841, verkocht. Blijkbaar was er geen opvolger binnen de familie te vinden. In 1887 vestigden zich hier de Zusters Missionarissen van Onze Lieve Vrouw van Afrika, een Franse missiecongregatie, die echter in 1893 alweer vertrokken. Aan de overkant van de straat lagen het wijnpakhuis en de "suikerijmolen" van Noël Gregoire Lallemand en de brouwerij van Jan Dolmans. Verderop, eveneens aan de zuidzijde, lag de brouwerij annex herberg "De Prince van Luijck", lange tijd in bezit van de familie Gilissen. In de negentiende eeuw was de brouwerij eigendom van Alexander Coenegracht. Aan het einde van die eeuw werd het bedrijf overgenomen door J. Zintzen. De groothandelaar Alexander Coenegracht bezat rond 1800 tevens een zoutziederij annex zeepfabriek op de hoek Hoogbrugstraat-Hoge Barakken, gedeeltelijk grenzend aan de brouwerij. In 1842 waren beide bedrijven volgens de kadasterkaart in handen van zijn weduwe.
Een andere zout- en zeepziederij werd in 1835 opgericht door twee dynamische entrepreneurs: Nicolaas Antoon Bosch (1797-1857) en Wijnand Nicolaas Clermont (1802-1879). Bosch bezat al een aantal bedrijven in Wyck, waaronder de brouwerij De Keyzer; voor Clermont was het waarschijnlijk de eerste onderneming. Het bedrijf werd gevestigd op het achterterrein van de Poort van Beusdael, waar van 1834 tot circa 1850 tevens het glas-in-loodatelier van de Franse broers Toussaint en Antoine Cartisser gevestigd was. Blijkbaar was het pand, met een perceelsgrootte van 930 m², ruim genoeg om twee bedrijven te huisvesten. De samenwerking tussen Bosch en Clermont eindigde waarschijnlijk in 1851, toen laatstgenoemde met een andere zakenpartner een aardewerkfabriek begon, pal naast de zout- en zeepziederij (ongeveer ter plekke van de huidige Ruiterij). Uit dit bedrijf kwam in 1863 de Société Céramique voort, die in korte tijd uitgroeide tot verreweg de grootste werkgever in Wyck. Het is bekend dat Wyck-zuid omstreeks 1900 het armere deel van Wyck was, met relatief veel 'huurkazernes'. Hoewel nooit onderzocht, mag worden aangenomen dat er een verband bestaat met de aanwezigheid van de Société Céramique en enkele kleinere fabrieken in deze omgeving.
In 1867 werd de vestingstatus van Maastricht opgeheven, waarna grote delen van de middeleeuwse stadsmuren en buitenwerken werden afgebroken. Oorspronkelijk was het de bedoeling dat de Aker Poort als historisch monument behouden zou blijven, maar enkele ondernemers van de Hoogbrugstraat waren het daar niet mee eens en begonnen in september 1868 eigenhandig met de sloop, waarna de autoriteiten besloten dat de bouwvallig geworden poort dan maar afgebroken moest worden. De Maasarm werd in de jaren daarna gedempt en de Hoogbrugge, net buiten de Duitse Poort gelegen, werd gesloopt. De sloop van de vestingwerken maakte in de jaren 1880 de aanleg mogelijk van de Percée (Frans: doorbraak), die de Maasbrug (Sint Servaasbrug) in rechte lijn zou verbinden met het (toekomstige) station, een plan dat al vóór 1867 bestond. De nieuwe straat nam binnen de kortste keren de verkeersfunctie van de Hoogbrugstraat vrijwel geheel over. Als gevolg daarvan verhuisden veel winkels naar de Percée; er voor in de plaats kwamen cafés. In de statige huizen woonden arbeidersgezinnen in een- en tweekamerwoningen. De sloop van de vestingwerken betekende dus indirect de devaluatie van de Hoogbrugstraat van hoofdstraat naar achterafstraat, waardoor er weinig geïnvesteerd werd. Enerzijds werkte dat de verkrotting in de hand, anderzijds betekende het het behoud van relatief veel monumentale panden.

### Na 1900: herstel en herwaardering
Na de bouw van het nieuwe Station Maastricht (1913-1915) in de as van de Percée verplaatste het verkeer zich naar de reeds langer bestaande spoorwegovergang aan de Akerstraat, in het verlengde van de Hoogbrugstraat. Het verkeer bleef echter de smalle Hoogbrugstraat mijden en maakte nu gebruik van de Wilhelminasingel om de spoorwegovergang te bereiken, meer nog na het gereedkomen van de Wilhelminabrug in 1932.
Omdat grote delen van Wyck in het winterbed van de Maas lagen, deden zich geregeld overstromingen voor, zoals op een foto uit 1926 is te zien. Door de kanalisatie van de rivier en de demping van de Oude Maasarm in het Wyckerveld gedurende de werkverschaffing in de jaren 1930, is in het centrum van de stad de kans op hoogwater aanzienlijk afgenomen.
De Tweede Wereldoorlog liet ook in de Hoogbrugstraat sporen achter. Al op 10 mei 1940, tijdens de kortdurende Slag om Maastricht, trokken de Duitse tanks door de straat, op weg naar de inderhaast aangelegde noodbrug over de Maas (de bestaande bruggen waren door Nederlandse springcommando's onklaar gemaakt). Weerstand werd tevergeefs geboden door een sectie van het grensbataljon van het 13e Regiment Infanterie, waaraan een plaquette aan de gevel van Hoogbrugstraat 9 herinnert. Op de hoek van de Wycker Grachtstraat sloeg op 11 mei 1940 een geallieerde bom in, die waarschijnlijk bedoeld was voor de Duitse noodbrug. Het pand werd geheel verwoest. De Joodse bewoners van nr. 39 overleefden de oorlog niet. De ongehuwde zussen Mathilde Esther (1884-1942) en Irma Hélène Beesman (1886-1942) werden beiden op 31 augustus 1942 vermoord in Auschwitz. Hun inwonende neef, Karel Dahl (1910-1945), werd na een verblijf in diverse Silezische werkkampen op 11 maart 1945 vermoord in het buitenkamp Bad-Warmbrunn. Sinds 2018 houden drie struikelsteentjes op de stoep voor hun woning de herinnering levend.
In 1959 werd het Sint-Martinushuis geopend, een katholiek wijkcentrum gevestigd in het pand Hoogbrugstraat 42. Het was het eerste 'categoriale' buurthuis in Nederland, bedoeld voor het 'onmaatschappelijke' deel van de Sint-Martinusparochie in Wyck-zuid. Het wijkgebouw was tevens de thuisbasis van de in 1957 opgerichte Wieker Fanfare Sint Franciscus. Vanwege het feit dat de bevolking van Wyck zich vernieuwd had – veel 'onmaatschappelijken' waren verhuisd naar de buitenwijken – en omdat na een renovatie de huur te hoog werd, verhuisde het buurthuis in 1992 naar de Ambachtsschool aan de Sint Maartenslaan.
In 1971 eiste een brand in het monumentale cafépand Hoogbrugstraat 41 twee levens. In 1978 woedde een grote brand in hotel-café 't Brandpunt op de hoek van de Lage Barakken.
Eind jaren 1970 leidde de stadsvernieuwing in Oud-Wyck tot het opknappen van meerdere vervallen panden in de Hoogbrugstraat. De opening van Hotel Maastricht in 1977 betekende een impuls voor de verpauperde zuidwesthoek van Wyck. Aanvankelijk behoorde ook het rijksmonument Hoogbrugstraat 69 tot het hotel. In 1982 ging de stadsvernieuwing van start op het terrein tussen Hoogbrugstraat, Wycker Grachtstraat, Bourgognestraat en Lage Barakken, destijds aangeduid als 'Stadsvernieuwingsplan Wyck C-2', vanaf 1986 Bourgogneplein genoemd. De bestaande inrijpoort van het rijksmonument Hoogbrugstraat 28 werd aangepast ten behoeve van een voetgangerspassage naar het nieuwe woongebied. In 1983 werd de Hoogstraat heringericht, waarbij de rijweg werd opgeschoven om plaats te maken voor vijftig parkeerplaatsen en bredere stoepen. Er kwamen enkele zitbanken en aan de zijde van de Akerstraat werden bomen geplant.
In de jaren 1990 werd ten zuiden van de Hoogbrugstraat de wijk Céramique aangelegd op de voormalige fabrieksterreinen van de Société Céramique. Achter de bebouwing aan de Hoogbrugstraat werd een nieuwe straat aangelegd met een oude naam, Hoge Barakken. De inrijpoort van het rijksmonument Hoogbrugstraat 15 werd aangepast en fungeert thans als doorgang naar de nieuwe straat. Het relatief brede deel van de Akerstraat tussen Wilhelminasingel en Hoogbrugstraat, dat stedenbouwkundig eerder bij de Hoogbrugstraat hoort, kreeg de naam Hoogbrugplein. Ook de omgeving van de Ruiterij kreeg een opknapbeurt.
Door de sterke groei van het toerisme in Nederland – en met name door de populariteit van stedentrips en 'funshoppen' – werd ook het stadsdeel Wyck ontdekt als 'best bewaarde geheim van Maastricht'. Het leidde in de eerste plaats tot een herwaardering van de Rechtstraat als populaire winkel- en uitgaansstraat, maar ook de Hoogbrugstraat heeft daar, in iets mindere mate, van geprofiteerd. De vestiging van enkele coffeeshops zorgde voor een vorm van toerisme, waar niet iedereen blij mee was. Anno 2021 zijn vrijwel alle monumentale gebouwen gerestaureerd en is er weinig leegstand van winkels, waarbij moet worden aangetekend dat veel winkelpanden in de loop van de twintigste eeuw zijn verbouwd tot horecagelegenheden of woningen.

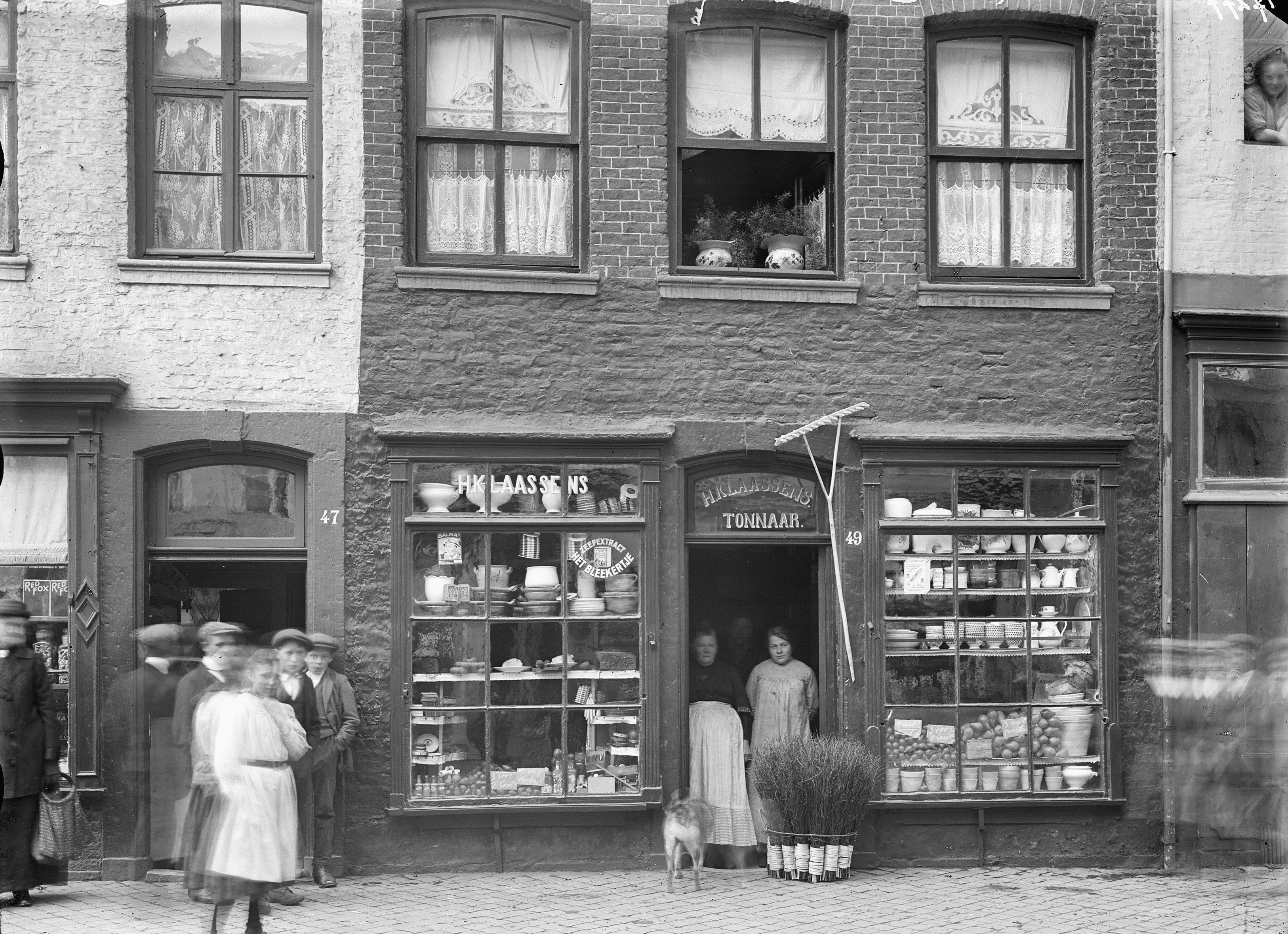
Winkels met ouderwetse "kiekoets", 1917
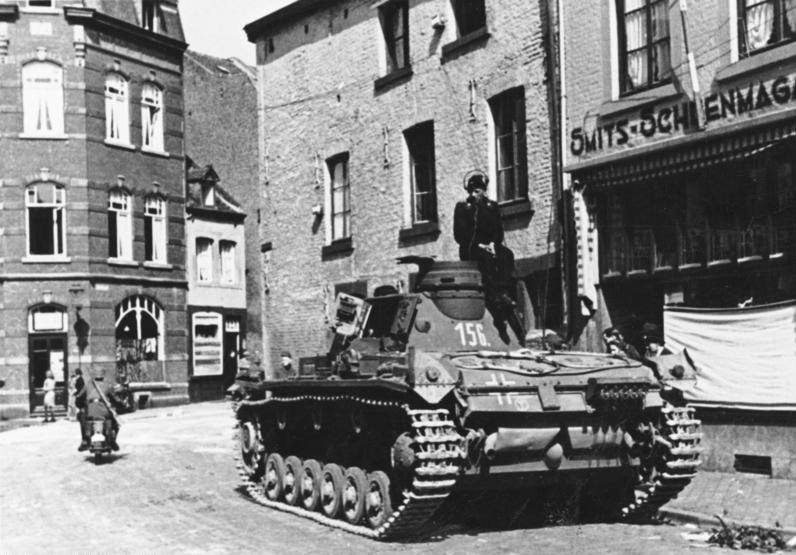
Duitse tank, hoek Rechtstraat, 10 mei 1940
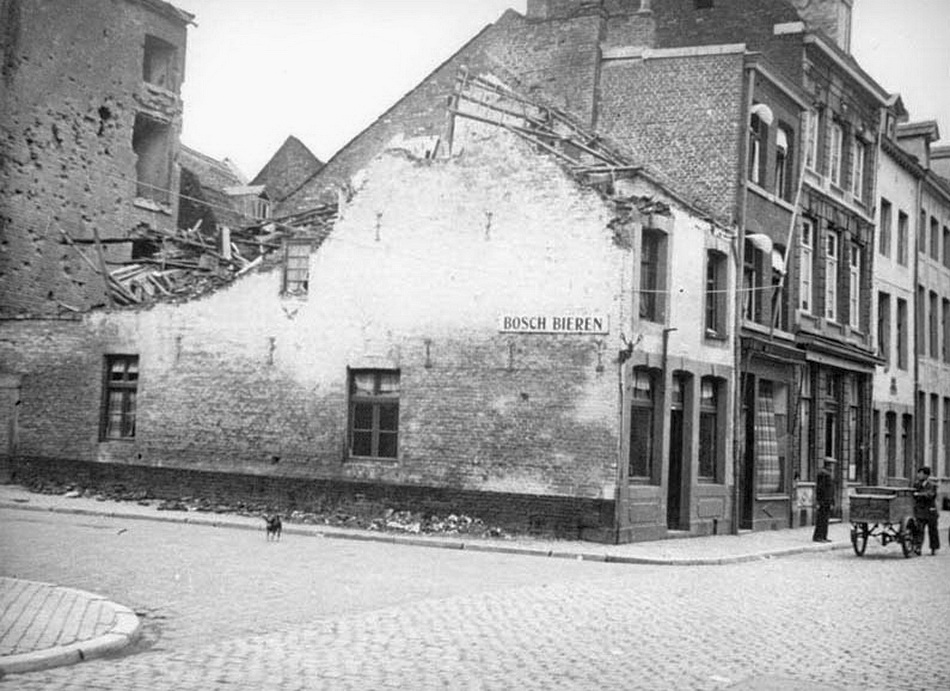
Verwoest hoekhuis Wycker Grachtstraat, 11 mei 1940
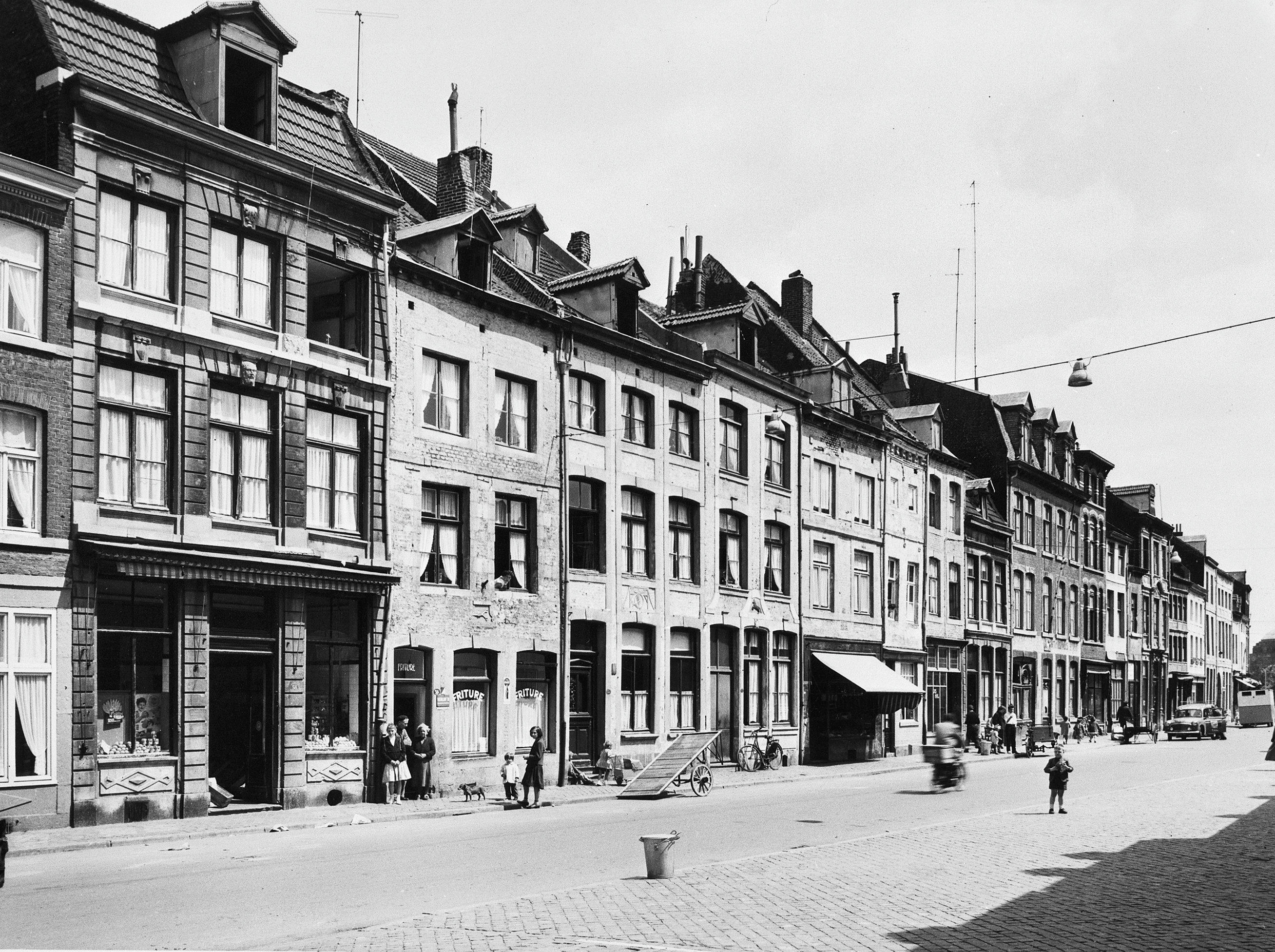
Noordelijke straatwand, 1957

## Architectuur en beeldhouwkunst
De bebouwing aan de Hoogbrugstraat bestaat grotendeels uit woonhuizen uit de zeventiende en achttiende eeuw, veelal in de traditionele stijl van de Maaslandse renaissance, soms in een van de Lodewijkstijlen. Zestig panden zijn rijksmonumenten, waarmee de straat op vier na de meest monumentrijke straat van Maastricht is. Daarnaast telt de straat zestien gemeentelijke monumenten. Vrijwel alle huizen zijn opgetrokken in rode of bruine baksteen, vaak met horizontale banden en lijsten van natuursteen (meestal Naamse steen), soms met verticale pilasters of lisenen, soms ook met versierde sluitstenen boven de segmentbogige vensters, in een enkel geval met een hoofdgestel met gebeeldhouwde consoles. Een groot aantal huizen bezit een gevelsteen. Van veel huizen is de begane grond in de negentiende of twintigste eeuw gewijzigd door moderne winkelpuien.

### Noordelijke straatwand (even nummers)
In het oostelijk deel van de noordelijke straatwand bevinden zich diverse gave panden. Nr. 6, volgens de gevelsteen uit 1764 en "IN HET CASTEEL VAN LIMBORG" genaamd, is een huis met een hoge lijstgevel, voorzien van segmentboogvensters in Naamse steen. De pui is geheel van Naamse steen. In het interieur bevinden zich enkele schoorsteenmantels in Lodewijk XVI-stijl. De gevel van nr. 10 is veel smaller en lager, maar heeft eveneens een pui van Naamse steen. De muurvlakken daarboven zijn wit geschilderd. De nrs. 14 en 18 hebben beide ovale, met hardsteen omlijste vensters op de zolderverdieping. Laatstgenoemd pand heeft een zeventiende-eeuwse achtergevel; de voorgevel is in 1765 vernieuwd en voorzien van een gevelsteen, "IN DEN WITTEN ENGEL".
Een fraai voorbeeld van een zeventiende-eeuwse gevel is te zien op nr. 26, ondanks het feit dat de pui is gewijzigd en de kruiskozijnen zijn uitgebroken. De gevel is opgebouwd uit veldbrandsteen, Limburgse mergel en Naamse steen en eindigt in een hoofdgestel met geprofileerde consoles. Het naastgelegen pand nr. 28 was vroeger een herberg, "A la clef d'or" geheten, waaraan de gouden sleutel in het snijraam boven de voordeur herinnert. Het brede pand heeft een lijstgevel met horizontale banden en kozijnen van Naamse steen. Links bevindt zich een koetspoort met een omlijsting van Naamse steen en een sluitsteen met het jaartal 1711. De poort geeft toegang tot het Bourgogneplein, waaraan een achterbouw uit 1705 grenst. In het interieur bleven onder andere een Lodewijk XV- en een empireschoorsteenmantel bewaard.
Ook de nummers 30 t/m 36 hebben fraaie achttiende-eeuwse lijstgevels, hoewel nr. 32 een vernieuwde pui heeft. De gevel van nr. 36 in Lodewijk XVI-stijl is van dit rijtje de meest sierlijke. Deze bestaat geheel uit Naamse steen en bezit onder andere gebeeldhouwde pilasters met trofeeën, boven de ingang een gebeeldhouwde bovendorpel, onder de Franse ramen gebeeldhouwde panelen met guirlandes en gekruiste looftakken, op de eerste verdieping een gebogen fronton met een profielkop in een medaillon, en een hoofdgestel met eierlijst. Ook inwendig zijn plafonds en schoorsteenmantels uit de Lodewijk XVI-periode bewaard gebleven. De lijstgevel van nr. 42 bestaat uit twee smalle en drie bredere traveeën, en is mogelijk in de achttiende eeuw ontstaan door samenvoeging van twee panden. De kap met dakkapellen dateren uit het tweede kwart van de negentiende eeuw. Ernaast ligt op nr. 44 een pand uit de late achttiende eeuw met een gave lijstgevel, die geheel uit Naamse steen is opgetrokken, en een mansardedak. Bijzondere details zijn de geblokte hoekdammen, de gekoppelde deur- en vensteromlijstingen, en de panelen op de begane grond en in de attiek.

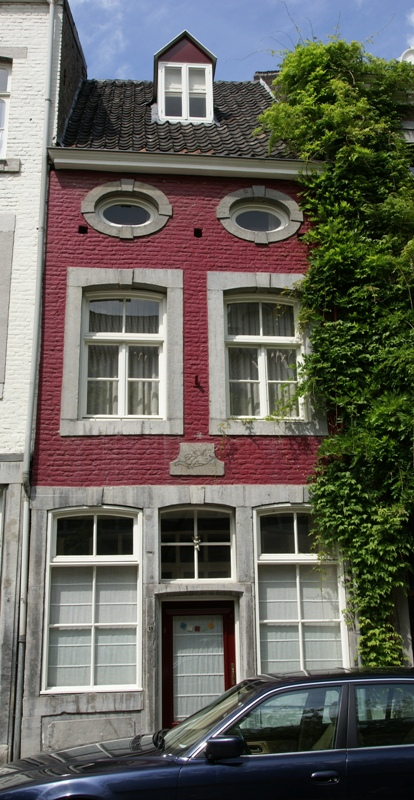
Nr. 18
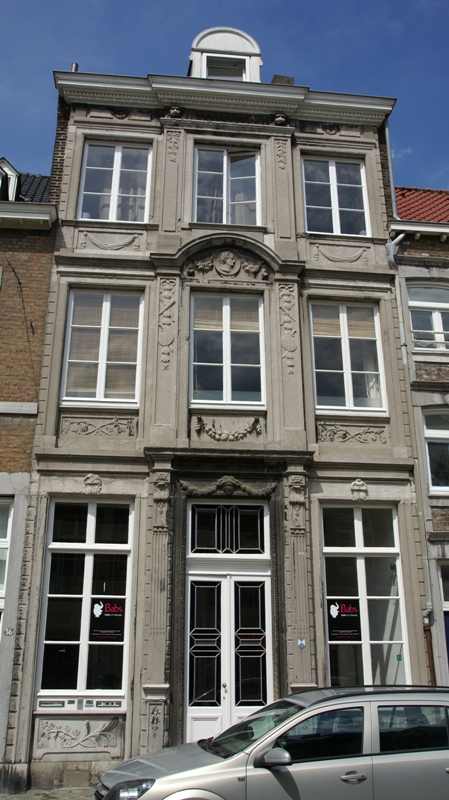
Nr. 36
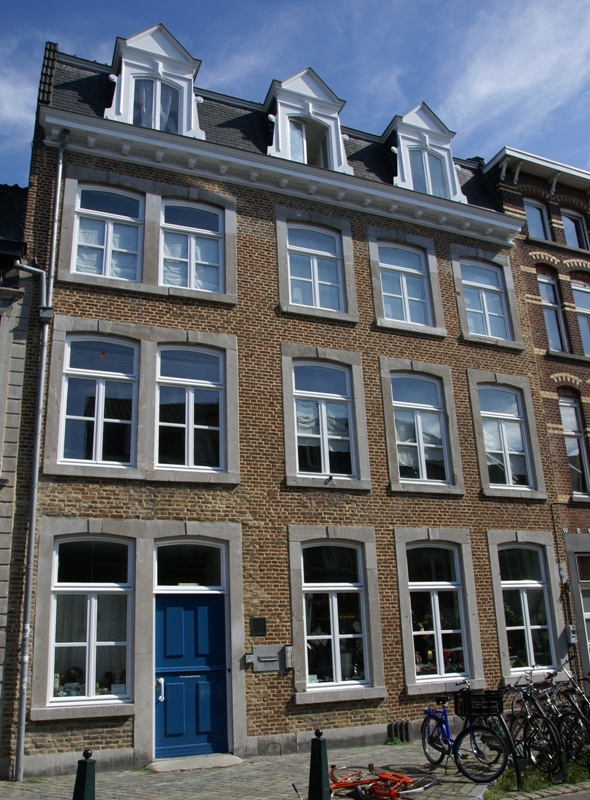
Nr. 42
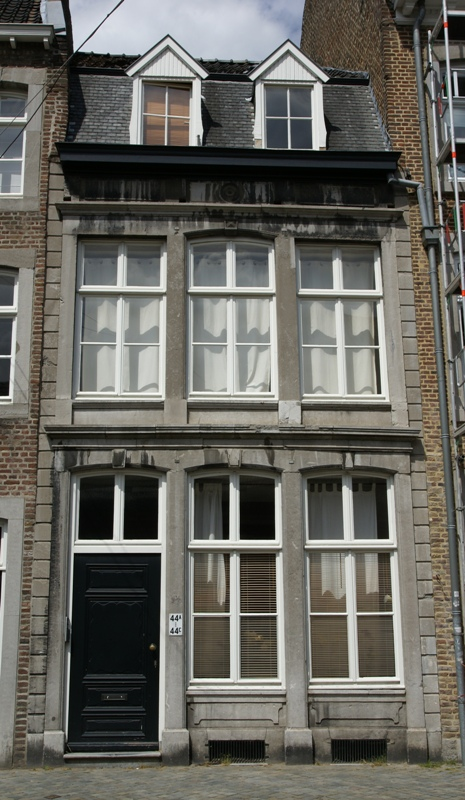
nr. 44

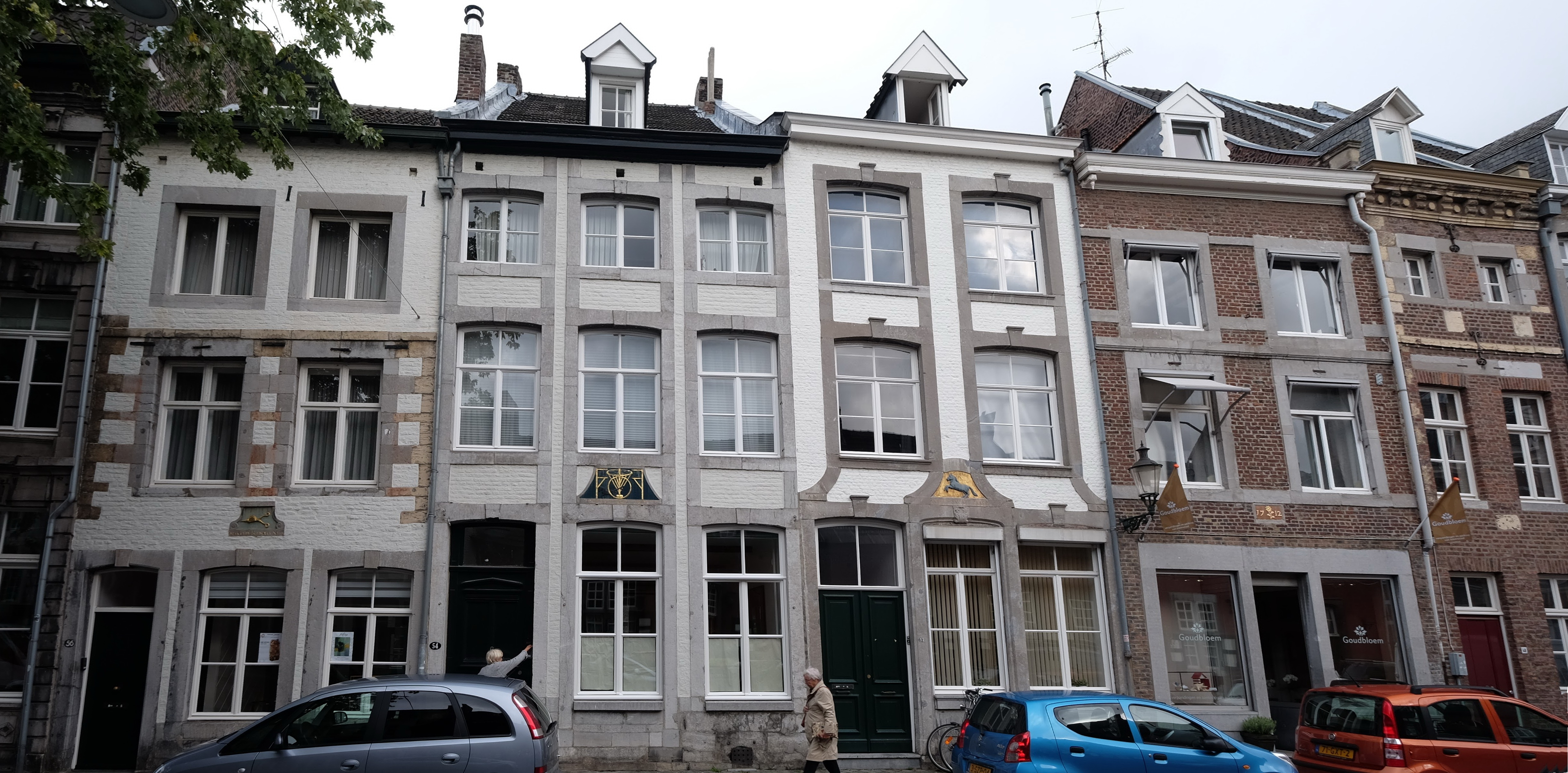
Hoogbrugstraat 48 (rechts) t/m 56 (links)

De nummers 46 t/m 56 vormen een rijtje van relatief smalle en hoge panden met lijstgevels van baksteen en Naamse steen, alle voorzien van een gevelsteen. Bij de laatste drie panden (52 t/m 56) zijn de muurvlakken van baksteen wit geschilderd, waardoor het constrast met de natuurstenen geveldelen wordt vergroot. De laat-achttiende-eeuwse gevel van nr. 58 is geheel van Naamse steen en is versierd met geblokte muur- en hoekdammen, gebeeldhouwde sluitstenen (bij het centrale venster met een masker), op de begane grond panelen met diamantkoppen, en een attiek met een rozet. In het interieur bevindt zich een trap, enkele schoorsteenmantels en een alkoofomlijsting in Lodewijk XVI-stijl. Het hoekpand Hoogbrugstraat 62, op de hoek van de Wycker Grachtstraat, werd in mei 1940 bij een luchtbombardement verwoest en een jaar later in historiserende stijl herbouwd.
Het tegenoverliggende hoekhuis op nr. 64 heeft aan de kant van de Hoogbrugstraat een lijstgevel met horizontale en verticale banden van Naamse steen. De pui bestaat geheel uit Naamse steen. De centrale ingang wordt geflankeerd door vensters, alle met segmentbogen, en met paneelwerk onder de vensters. Boven de entree is een grote gevelsteen geplaatst met een zonnewijzer en de tekst "17 IN DE SONWIJSER 86". De zijgevel aan de Wycker Grachtstraat is zeventiende-eeuws met later toegevoegde vensteropeningen. Door het egaal wit schilderen van de gevel is het contrast tussen de (incomplete) mergelstenen banden en de bakstenen muurdelen verloren gegaan. De natuurstenen vensteromlijstingen van de twee benedenvensters zijn niet mee geschilderd, net zomin als de talrijke muurankers.
Voor een beschrijving van het indrukwekkende koopmanshuis op nr. 72, zie: Huis Rouffaer. De smalle gevels ter linker- en ter rechterzijde hebben allemaal vernieuwde puien. Min of meer origineel is de wit geschilderde gevel van nr. 78, in feite de zijgevel van Rechtstraat 83, met onder andere drie segmentboogvormige vensters, omlijst met Naamse steen, waarvan het meest rechtse is gekoppeld met een ingang, en diverse muurankers.

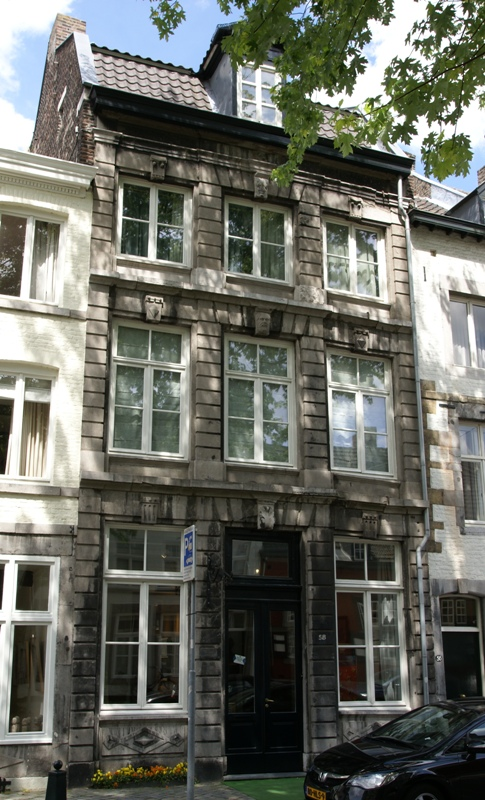
Nr. 58
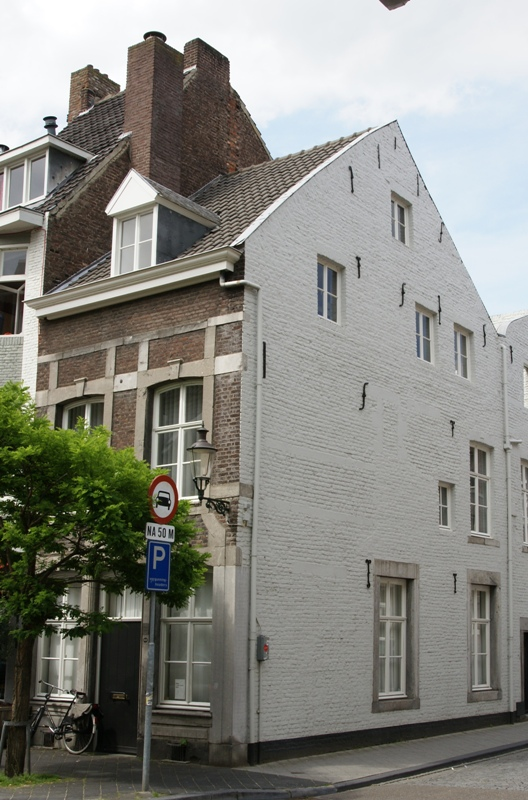
Nr. 64
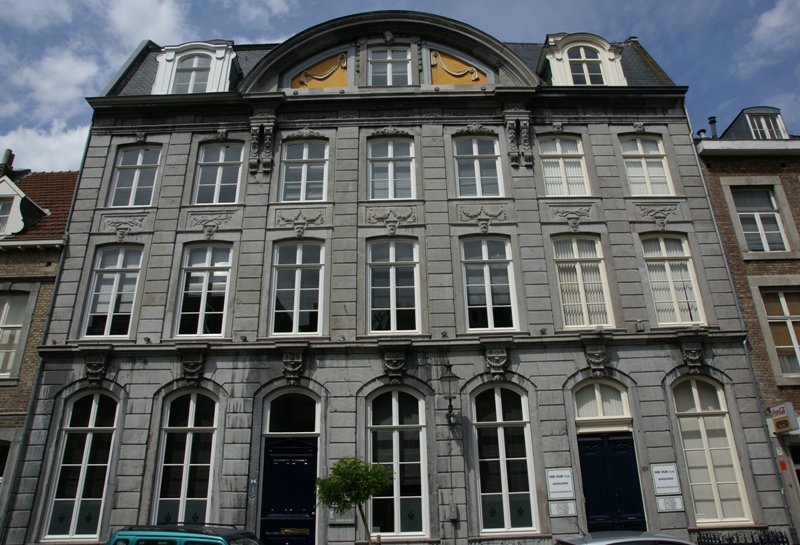
Nr. 72: Huis Rouffaer
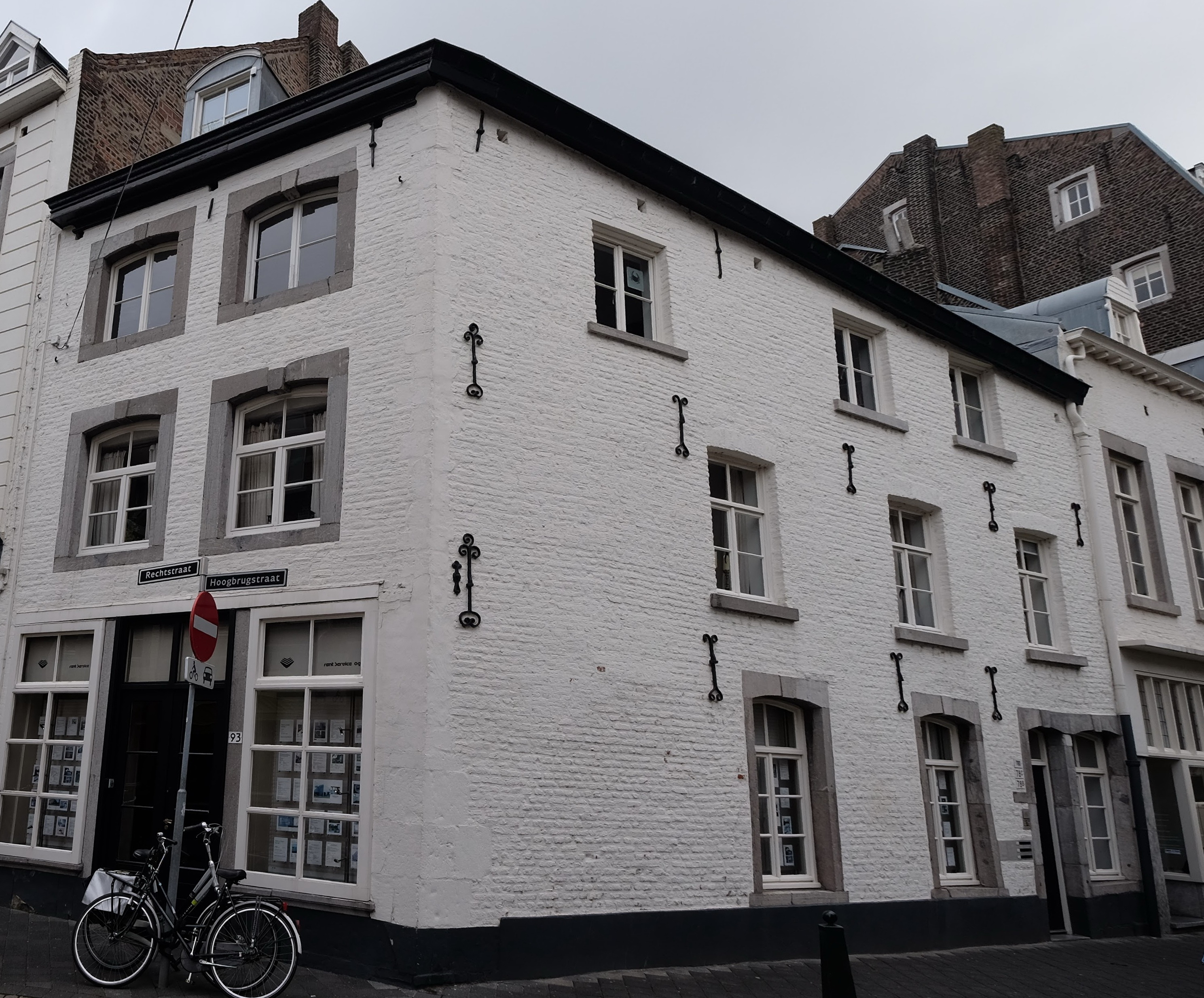
Hoekhuis Rechtstraat

### Zuidelijke straatwand (oneven nummers)

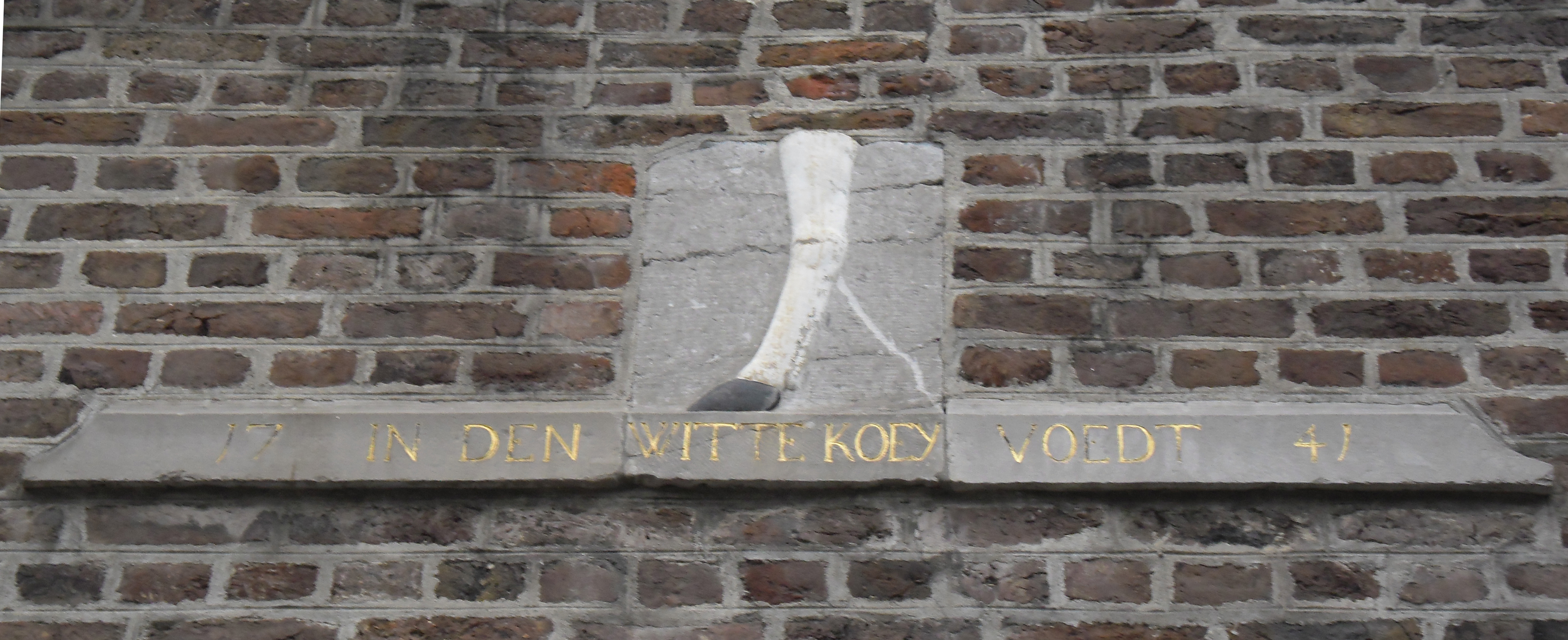
Gevelsteen Hoogbrugstraat 46: IN DEN WITTE KOEY VOEDT, 1741

In het negentiende-eeuwse hoekpand met de Hoge Barakken was vroeger Café Céramique gevestigd. Voor een beschrijving zie aldaar. Het pand ernaast (nr. 3) heeft een achttiende-eeuwse lijstgevel met gevelsteen "17 IN HET GROEN HUIS 68", maar de vakwerkgevel aan de oostzijde toont aan dat het huis veel ouder is. Hoogbrugstraat 9 heeft een eenvoudige baksteengevel met hardstenen deur- en venster omlijstingen en een gedenksteen die herinnert aan de gevechten die hier op 10 mei 1940 plaatsvonden. Het naastgelegen pand op nr. 11 domineert door zijn hoogte en breedte dit deel van de zuidelijke straatwand. Het betreft het brouwershuis annex herberg "De Prince van Luijck". De gevel is zes traveeën breed en drie verdiepingen hoog. Het pand bezit bovendien een hoge kap. De twee middentraveeën vormen een risaliet met een frontonachtige bekroning, waarin een oculusvenster is aangebracht, versierd met een festoen. Eveneens onderdeel van de middenrisaliet is de grote, rondbogige koetspoort in een omlijsting van Naamse steen. In de poortomlijsting is een gevelsteen met een fruitboom en de tekst "IN DEN KEERSSE / 17 BOEM 52" geplaatst. De regelmatig over de gevel verdeelde segmentboogvensters zijn omlijst met Naamse steen. In het interieur zijn nog een Lodewijk XV-trappenhuis en Lodewijk XVI-tegelschouwen aanwezig.
Ook de twee aansluitende panden (nrs. 13 en 15) zijn met vijf traveeën breder dan de meeste huizen in de straat, maar minder breed en ook minder hoog dan nr. 11. Beide huizen hebben een grote, met Naamse steen omlijste poort, die bij het eerste pand rechts in de gevel, bij het tweede links geplaatst is. Die laatste poort geeft sinds circa 1995 toegang tot de achtergelegen straat Hoge Barakken. Bij het linkerpand is de poort tevens de entree; het rechterpand heeft een extra deur ten behoeve van het daar gevestigde restaurant. Opvallend bij nr. 13 is de zeer hoge kap waarin drie extra woonlagen zijn ondergebracht. De regelmatig geplaatste vensters zijn bij beide panden omlijst met Naamse steen. De bakstenen geveldelen zijn bij het rechterpand wit geverfd. Dit pand bezit tevens enkele interieurelementen in Lodewijk XVI-stijl.
Na nr. 15 volgt een rijtje kleinere huizen waarvan de rooilijn bovendien enkele meters naar voren springt. De meeste gevels zijn slechts twee traveeën breed en twee verdiepingen hoog, wel met hoog opgaande daken. Nr. 19 springt het meest in het oog met de enige rolwerkgevel in Wyck. Bijzonder is dat deze gevel zich verheft boven een deels doorbroken hoofdgestel in typisch Maaslandse renaissancestijl. De mergelstenen delen van de gevel zijn niet als zodanig herkenbaar door de egaal witte verflaag. Wel zijn bij een recente restauratie de delen van Naamse steen ontdaan van de verflagen. De gevelsteen vermeldt slechts het jaartal 1694.
Na deze reeks zeventiende en achttiende-eeuwse panden volgt een dubbel woonhuis in eclectische stijl, dat hier enigszins uit de toon valt. De huizen zijn in 1902 gebouwd in opdracht van de Société Céramique. Meest opvallend zijn de tegeltableaus van de plateelschilder Henri Breetvelt onder de vensters van de eerste verdieping, met voorstellingen van 'Hollandse' landschappen. De tegels van nr. 33 zijn in Delfts blauwe stijl, die van nr. 35 in sepiatinten. Onder de goot is een over de twee panden doorlopende strook met decoratieve tegels aangebracht, hier met kleurrijke florale motieven. Breetveld was van 1902 tot 1906 (1909?) in dienst van de Société Céramique.

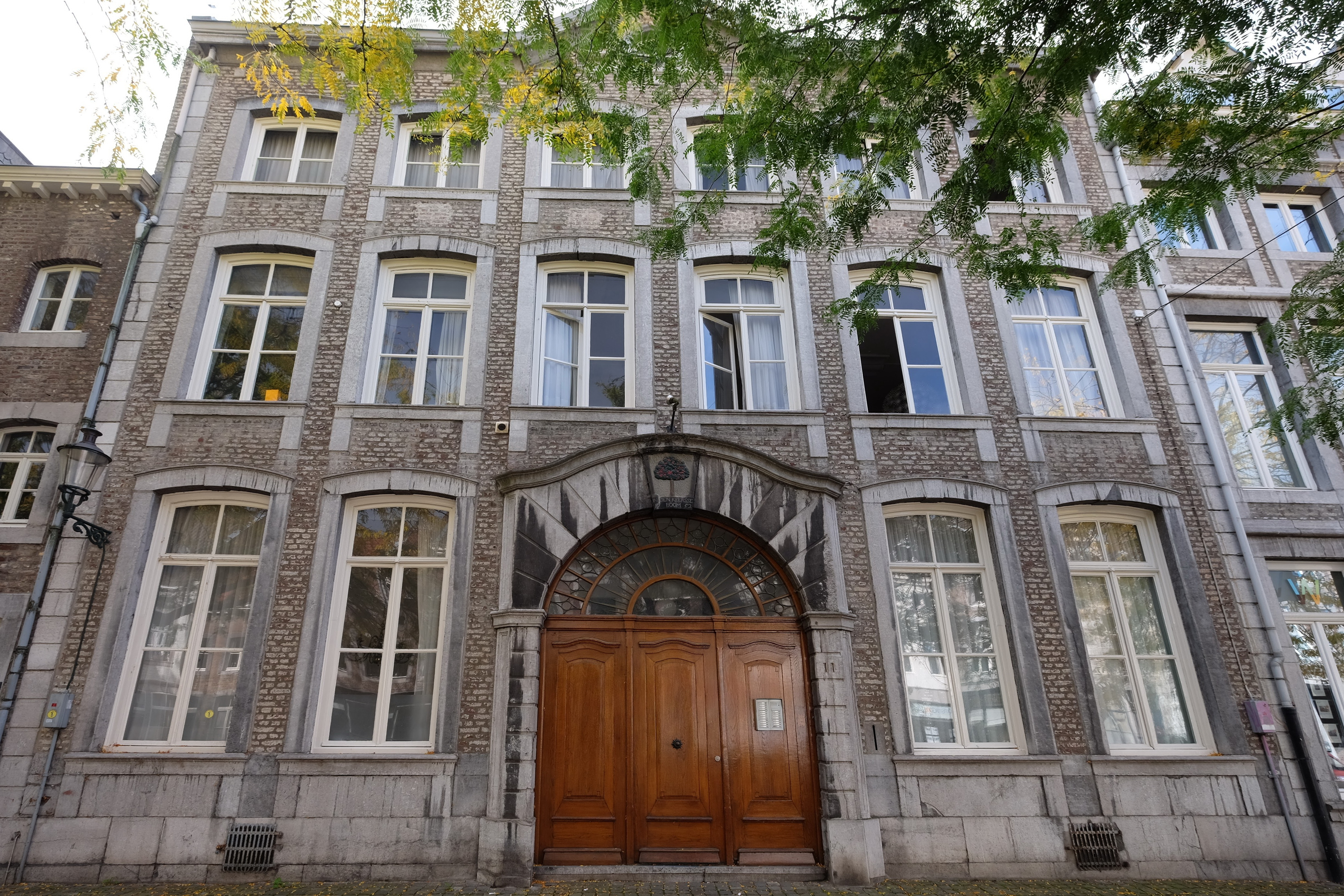
Nr. 11, De Prince van Luijck
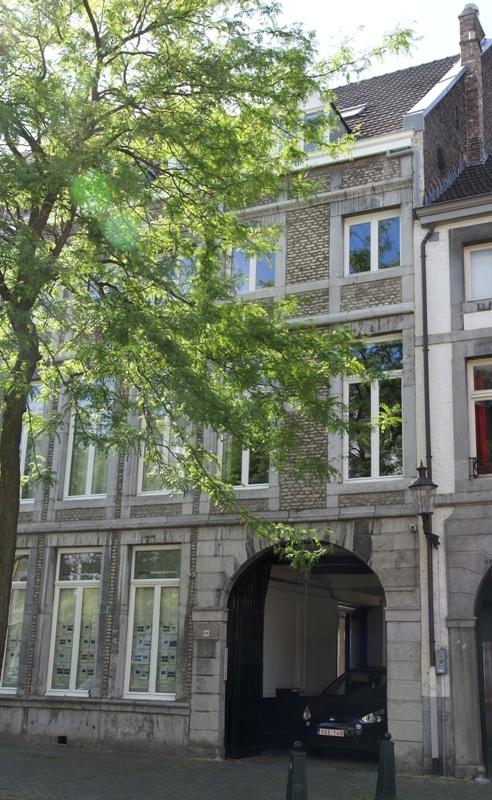
Nr. 13
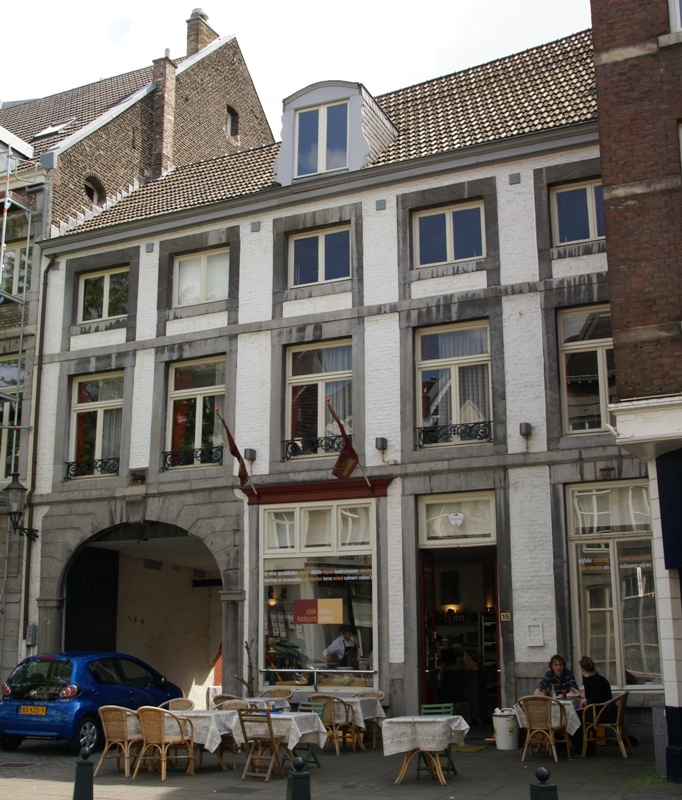
Nr. 15
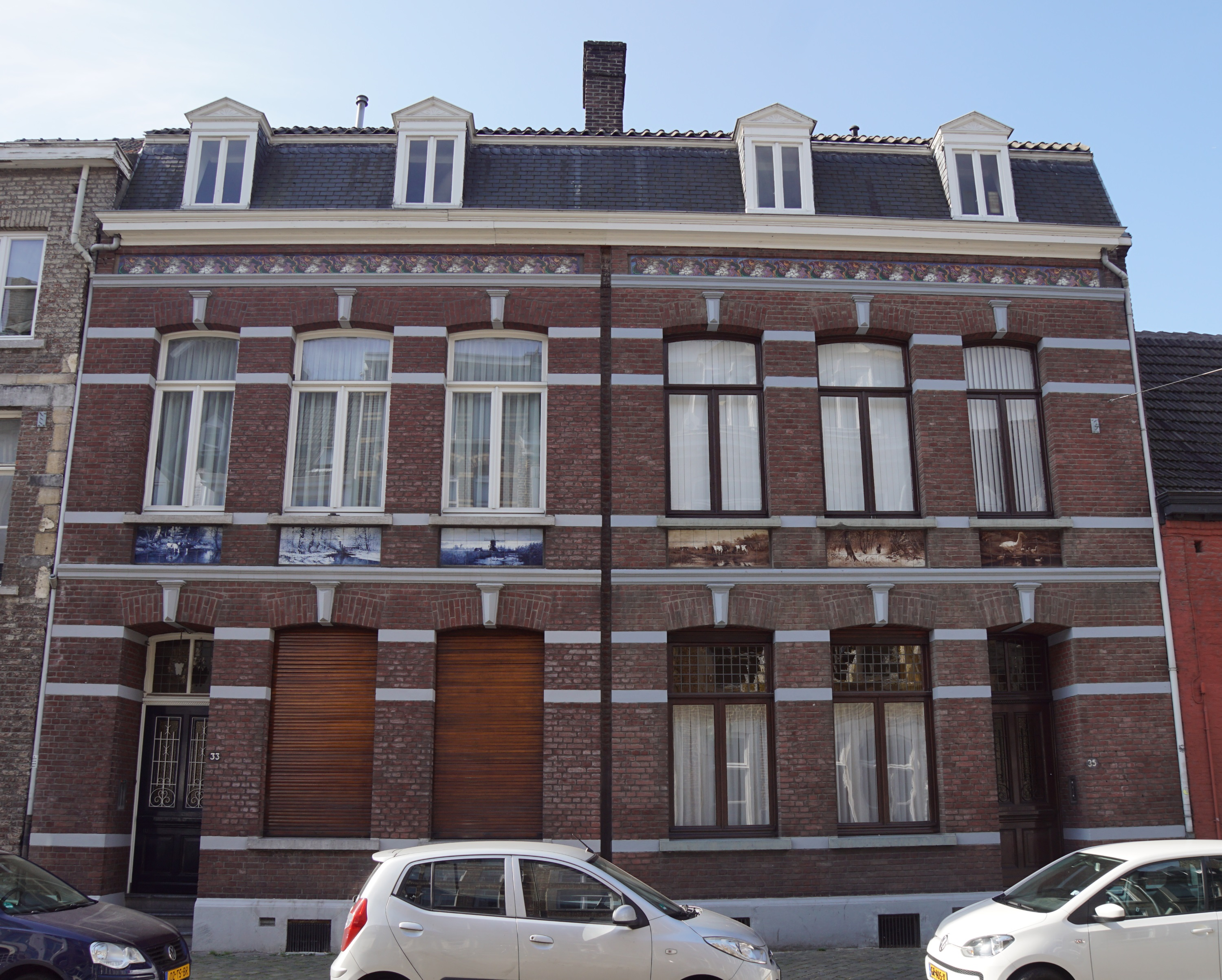
Nrs. 33-35

Het Sint-Gillishospitaal (nr. 37) en de Poort van Beusdael (nr. 43), beide van (laat)middeleeuwse oorsprong, worden elders uitgebreid beschreven. De tussengelegen panden op nr. 39 en 41 zijn redelijk gave achttiende-eeuwse woonhuizen, die met hun lage, wit geschilderde lijstgevels haast gespiegeld lijken. De deuren en vensters zijn met Naamse steen omlijst, bij het linkerpand alleen op de begane grond. Vóór dit pand liggen drie stolpersteine (zie hierboven). Het rechterpand bezit een jaarsteen met het jaartal 1784.
Hoogbrugstraat 45 is een opvallend bouwwerk, niet alleen door zijn ligging, bijna in de as van de straat, maar ook door zijn hoogte en opvallende architectuur. Het hoekpand dateert uit 1903 en is gebouwd in historiserende stijl met elementen van de chaletstijl. Het pand heeft drie bouwlagen en een zolderverdieping onder een mansardedak. De noordoostelijke hoek wordt gemarkeerd door een vierkante toren met een overkragend tentdak, bekroond door een piron. De hoek wordt naar beneden toe tweemaal afgeschuind. De daardoor ontstane overstekken, evenals de pseudo-vakwerkgevels boven de pui, geven het gebouw een 'middeleeuws' aanzien. De pui bestaat uit een hoge zandstenen plint met daarboven rode baksteen. De vensters zijn voorzien van meerruits bovenlichten. De ingang bevindt zich in de hoektravee, waar tevens een vroegtwintigste-eeuwse stadsklok is aangebracht.
Tussen de grote, vooruitspringende panden nr. 45 en 69 staat een tiental kleinere, meest achttiende en negentiende-eeuwse woonhuizen, die hun oorspronkelijke uiterlijk in wisselende mate bewaard hebben. De nrs. 49, 53, 55 en 67 behoren tot de slechts zes panden in de straat die noch rijks-, noch gemeentemonument zijn. Van de meeste panden zijn de puien gewijzigd. Vermeldenswaard is de fraaie, laatnegentiende-eeuwse winkelpui, alsmede de sgraffitolijst onder de dakrand, van nr. 63.
Het laatste pand aan de zuidzijde van Hoogbrugstraat (nr. 69) is een bijna geheel vrijstaand hoekhuis, waarvan de oostzijde naar de Hoogbrugstraat is gericht, de noordzijde aan Waterpoort grenst, en de westzijde en een gedeelte van de zuidzijde aan de Ruiterij liggen. Het is een groot huis van baksteen met een uitkragend schilddak dat aan drie zijden een dakkapel geeft. De gevel aan Hoogbrugstraat telt drie bouwlagen en vijf traveeën. De plint en de hoekblokken zijn van Naamse steen, maar de laatste reiken niet verder dan halverwege de eerste verdieping. De segmentbogige ingang en de veertien vensters zijn volkomen symmetrisch geplaatst, maar nemen naar boven toe in hoogte af. De sluitstenen in de omlijstingen van Naamse steen zijn versierd met diamantkoppen. De gevel wordt verstevigd en versierd door zestien symmetrisch aangebrachte muurankers.

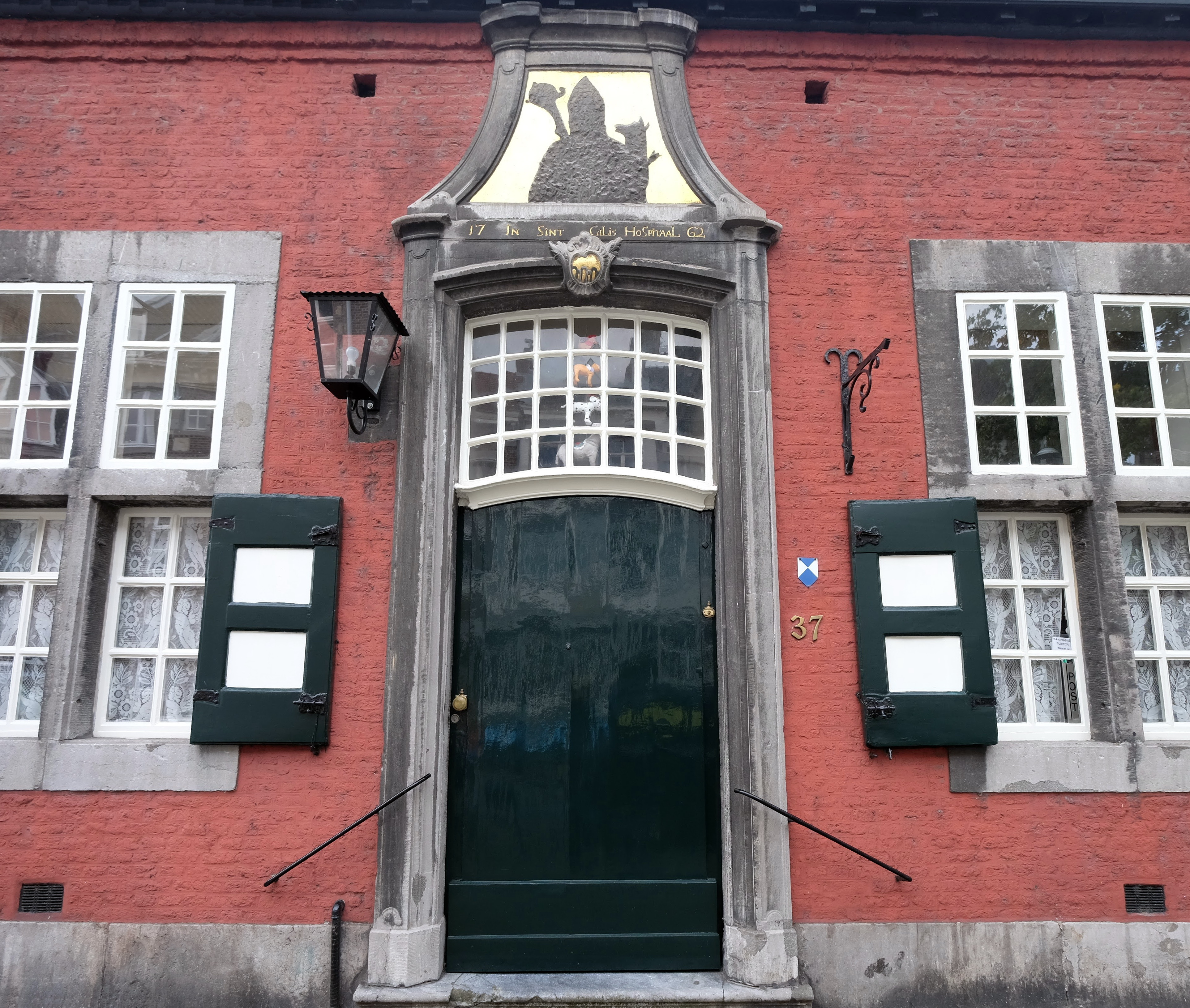
Nr. 37: Sint-Gillishospitaal
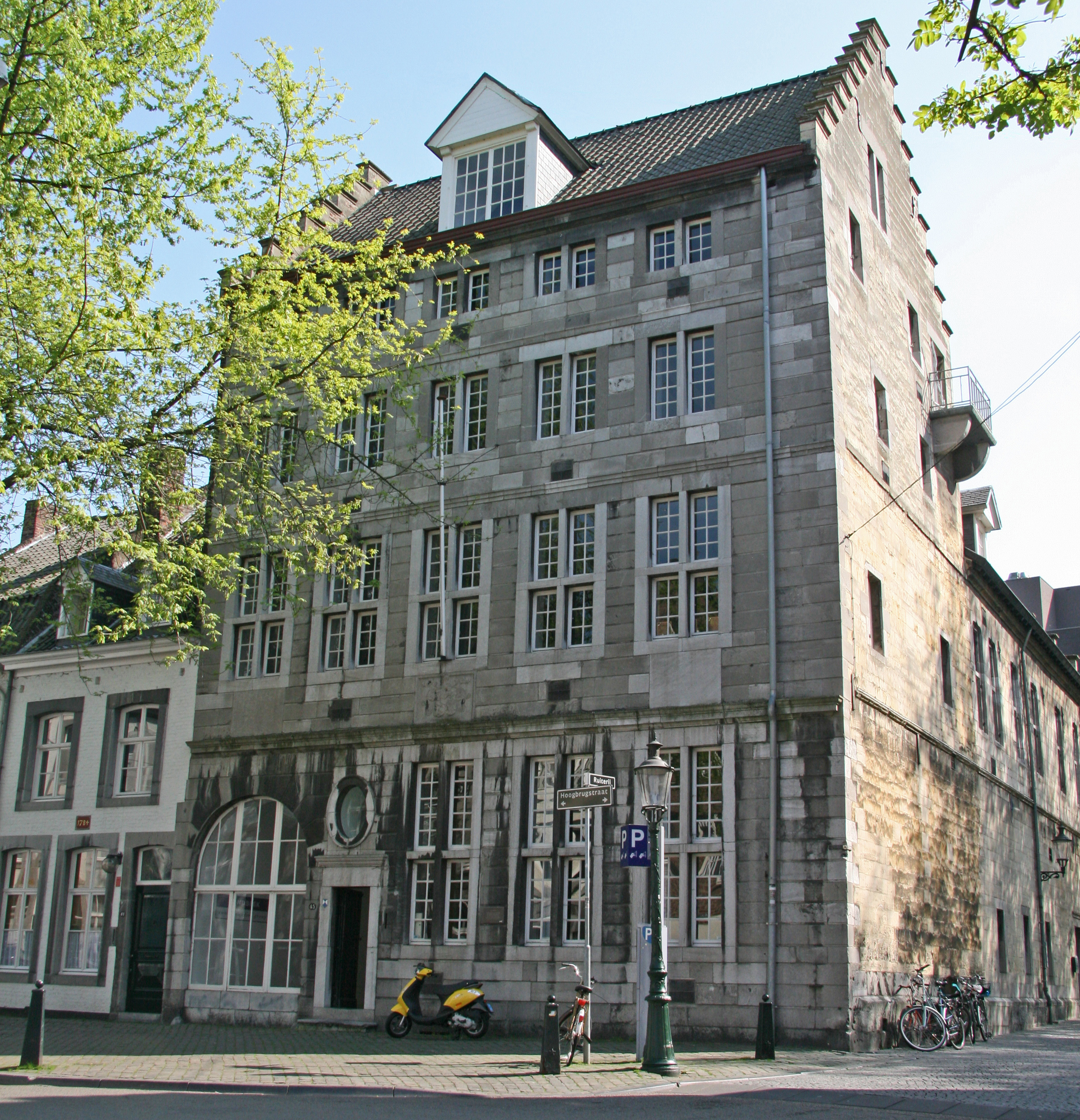
Nr. 43: Poort van Beusdael
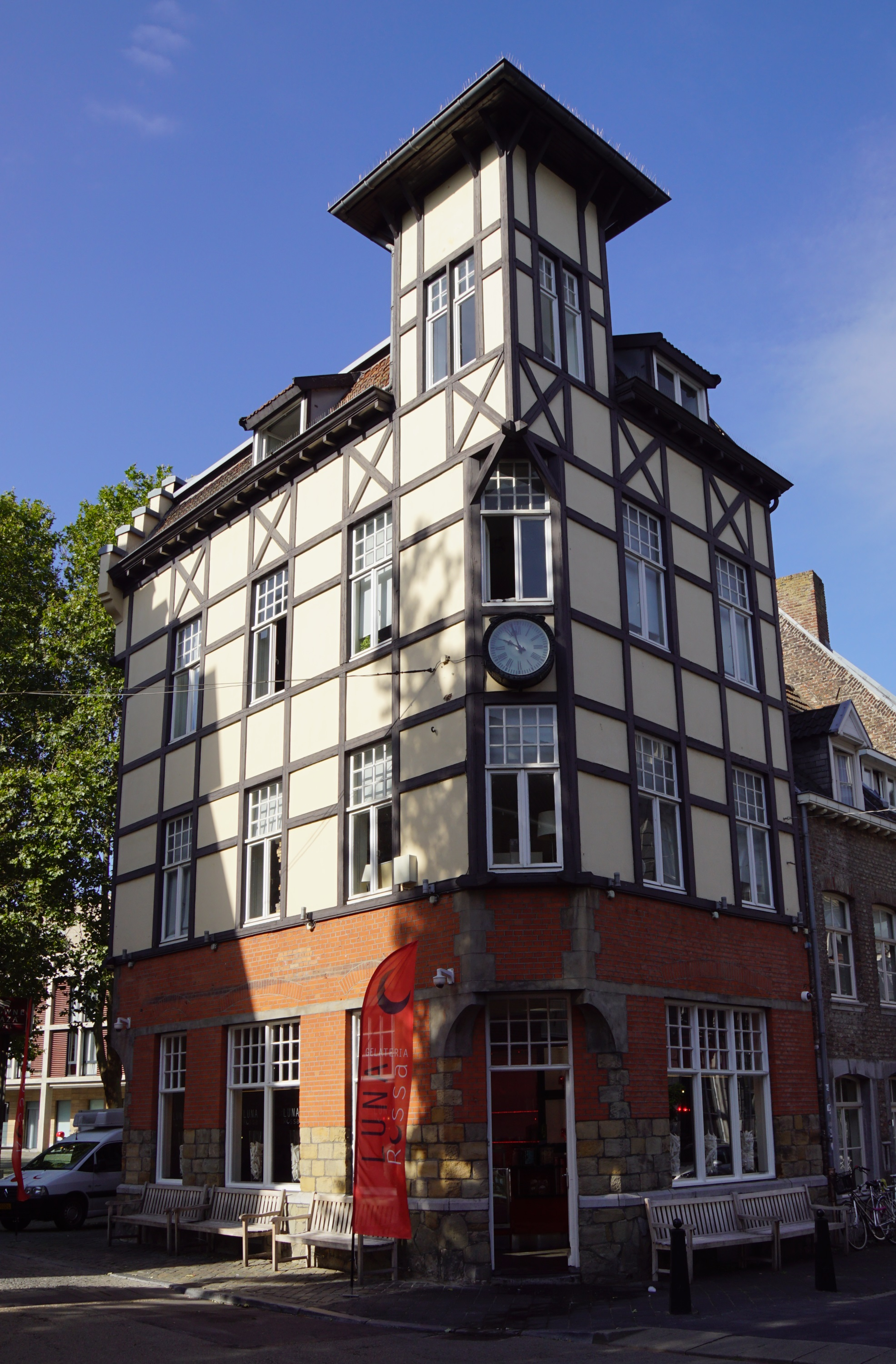
Nr. 45
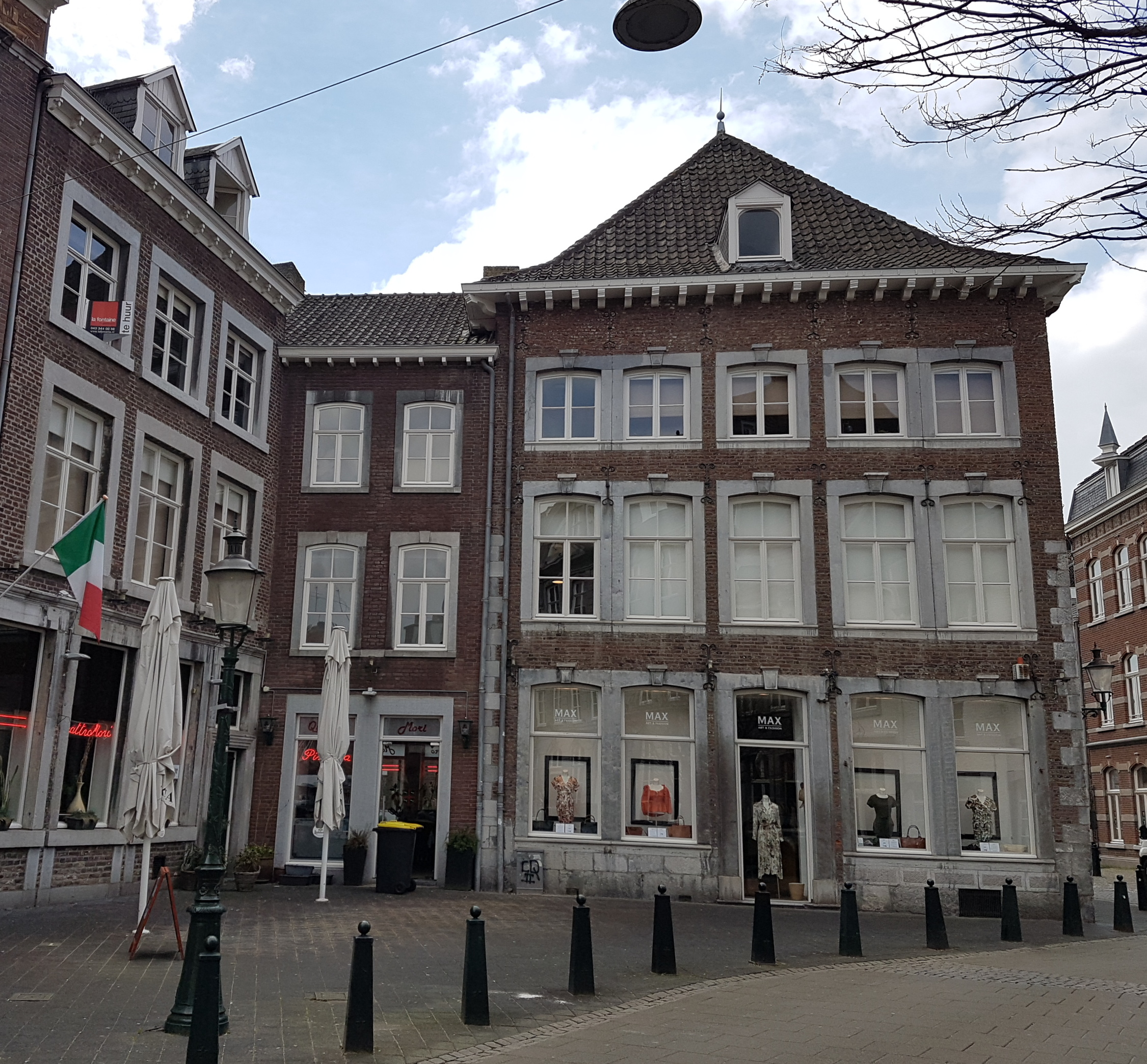
Nrs. 65 t/m 69

### Gevelstenen
De straat telt zeventien gevelstenen, waarbij de diverse jaarstenen, de oorlogsplaquette op nr. 9 en de struikelsteentjes bij nr. 39 niet zijn meegerekend. Op twee na dateren ze allemaal uit de achttiende eeuw. De wapensteen van de hierboven beschreven Poort van Beusdael is de oudst bewaard geblevene en dateert uit 1690. De gevelsteen van Hoogbrugstraat 15 is een replica uit 2002. De steen op nr. 70 is afkomstig van een afgebroken pand in het voormalige Ruiterstraatje, tegenwoordig Ruiterij. Hieronder een selectie.

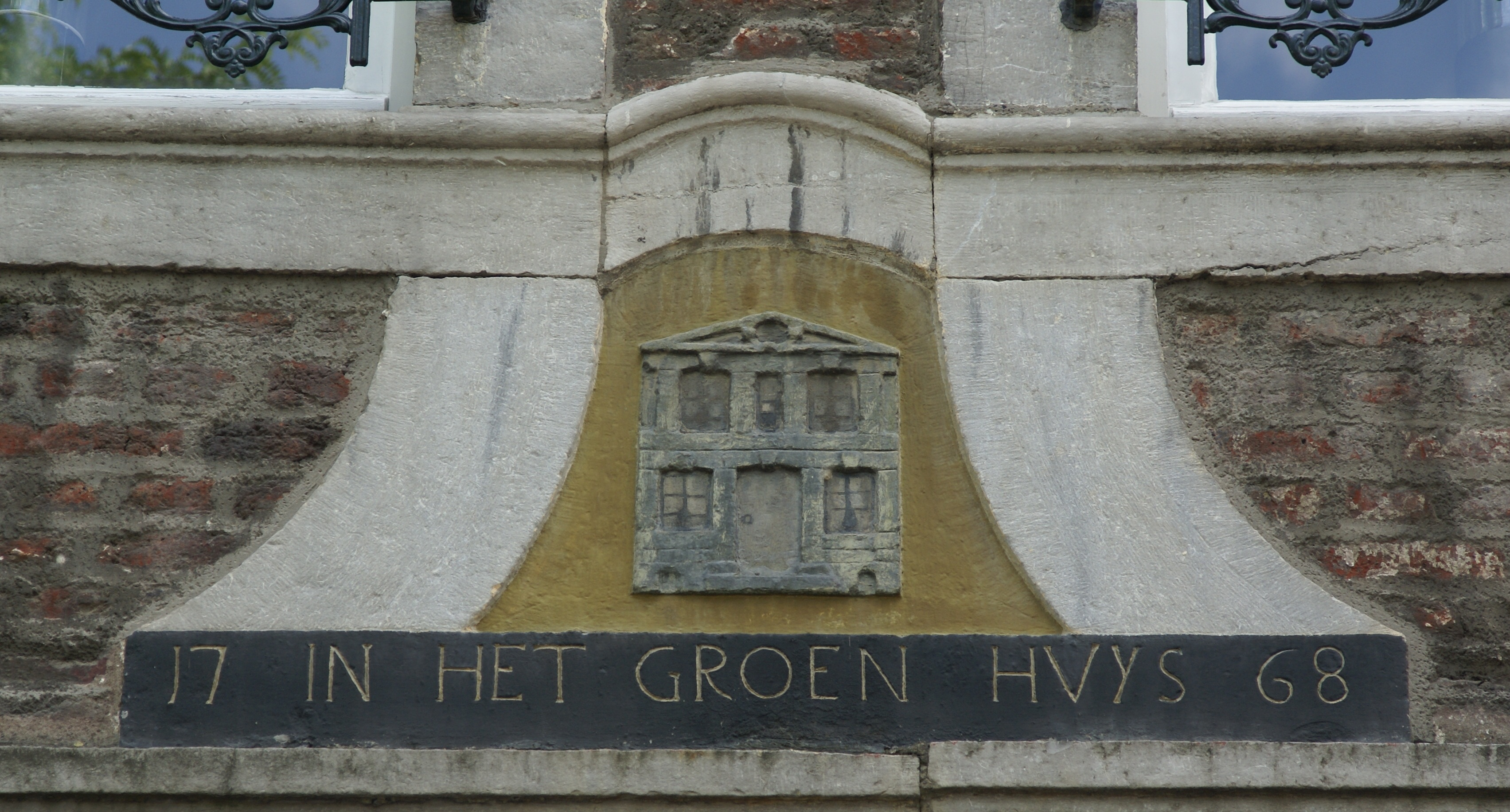
Nr. 3: IN HET GROEN HUYS, 1768
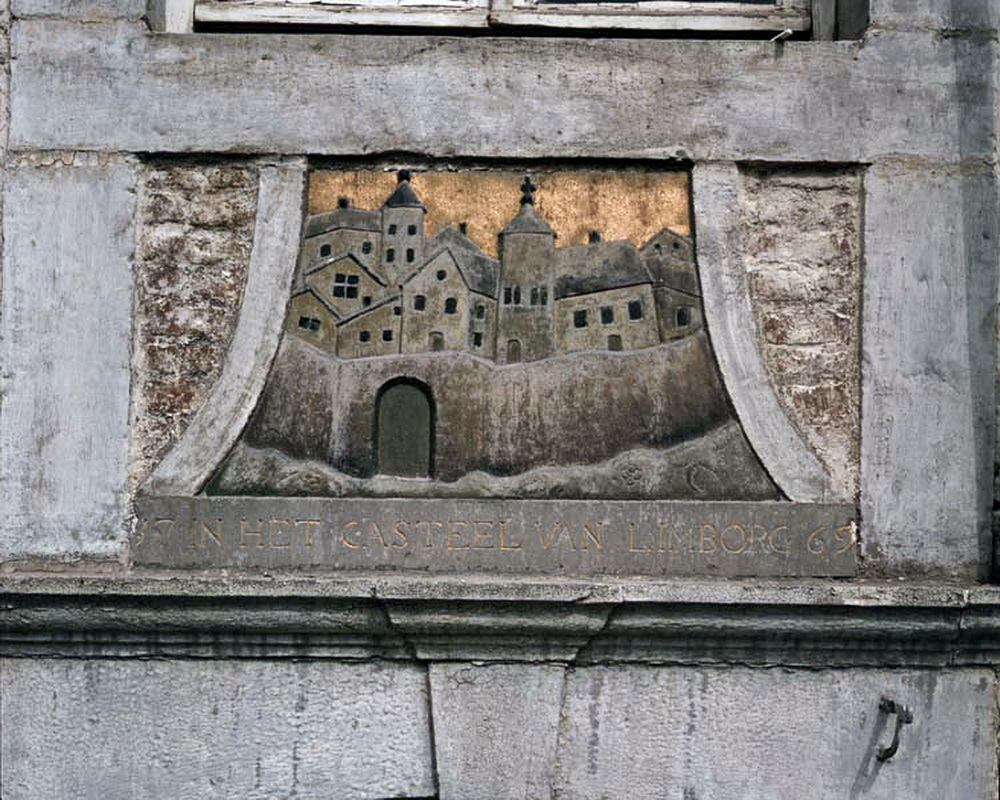
Nr. 6: IN HET CASTEEL VAN LIMBORG, 1769
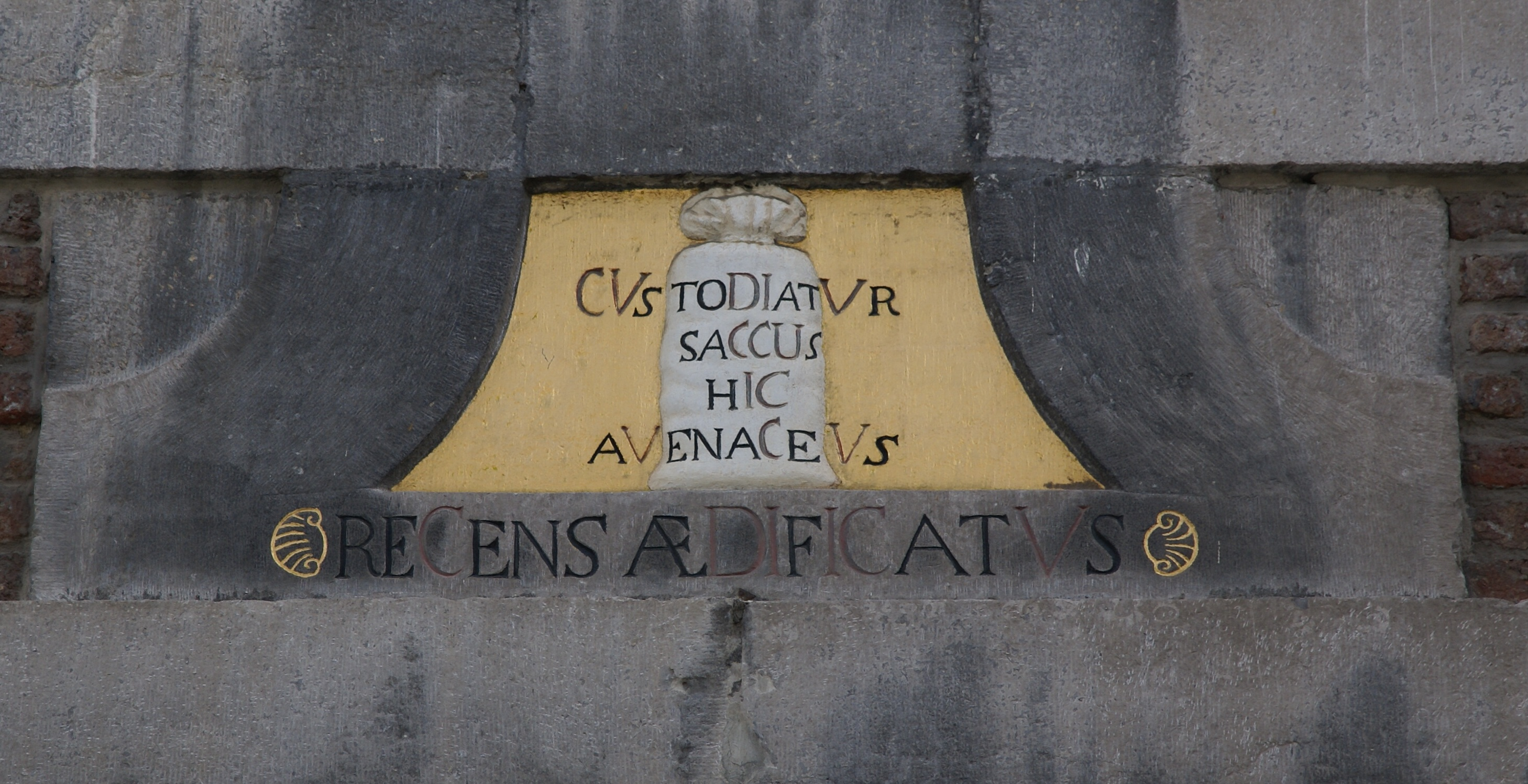
Nr. 27: jaarvers met jaartal 1734[noot 9]
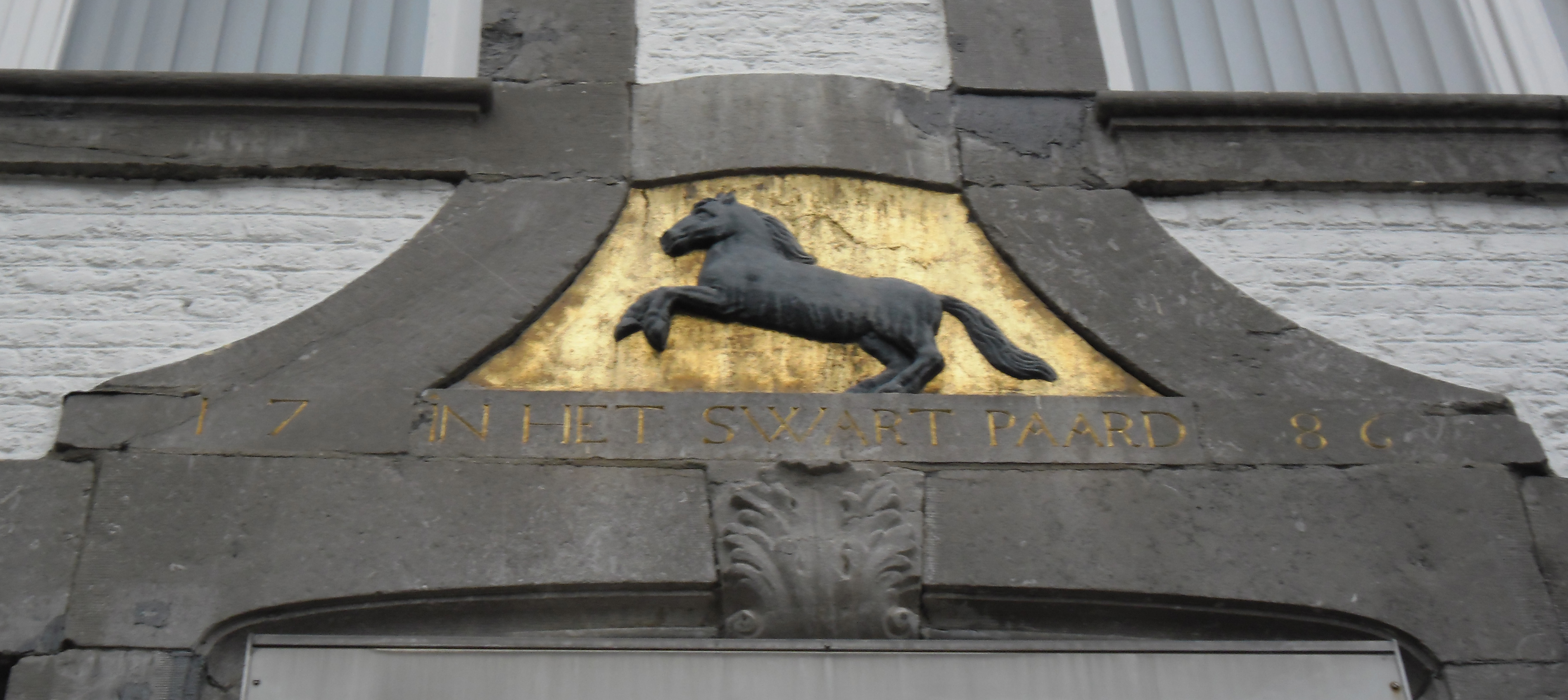
Nr. 52: 17 IN HET SWART PAARD 86
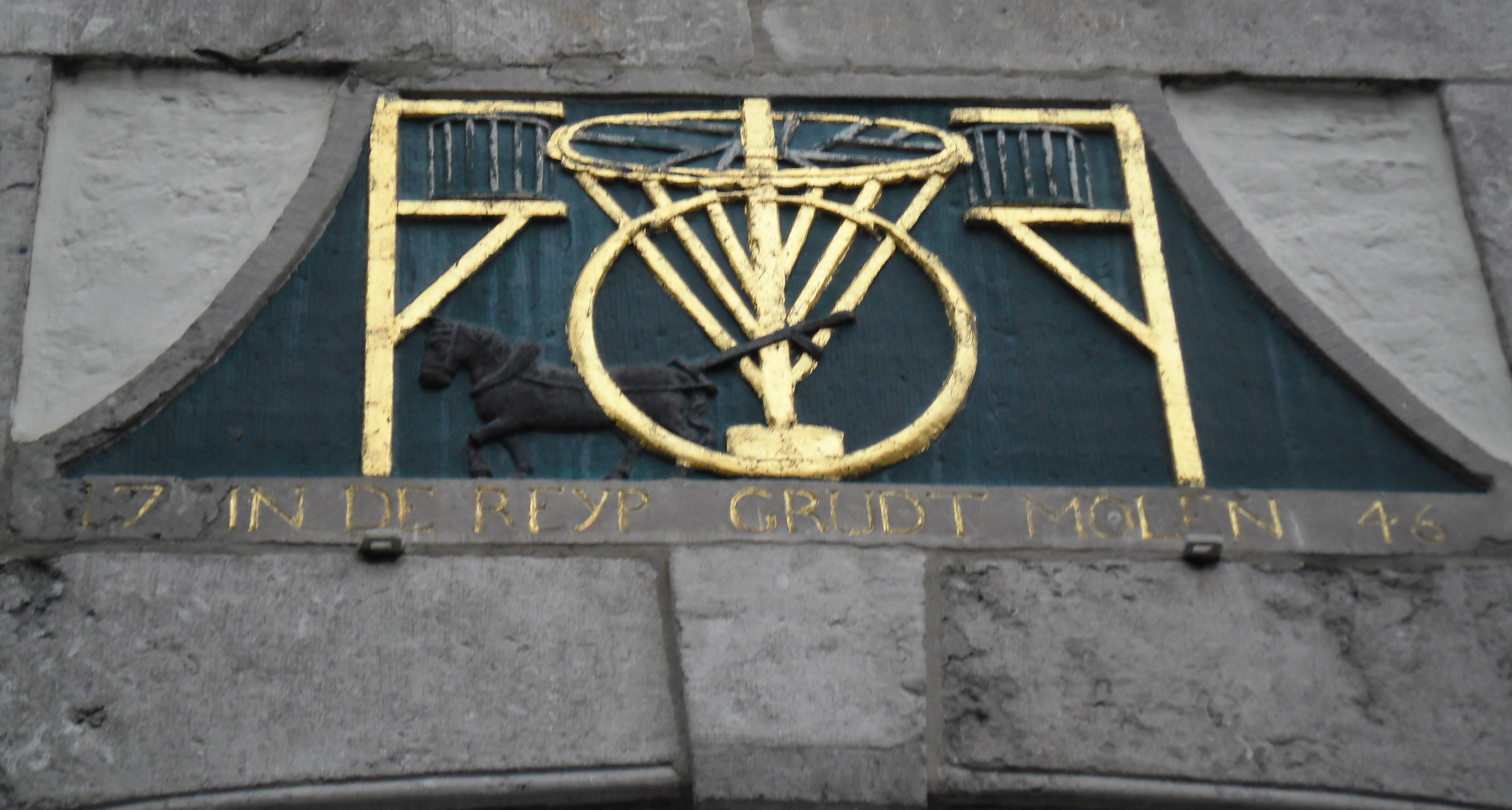
Nr. 54: 17 IN DE REYP GRUDT MOLEN 46
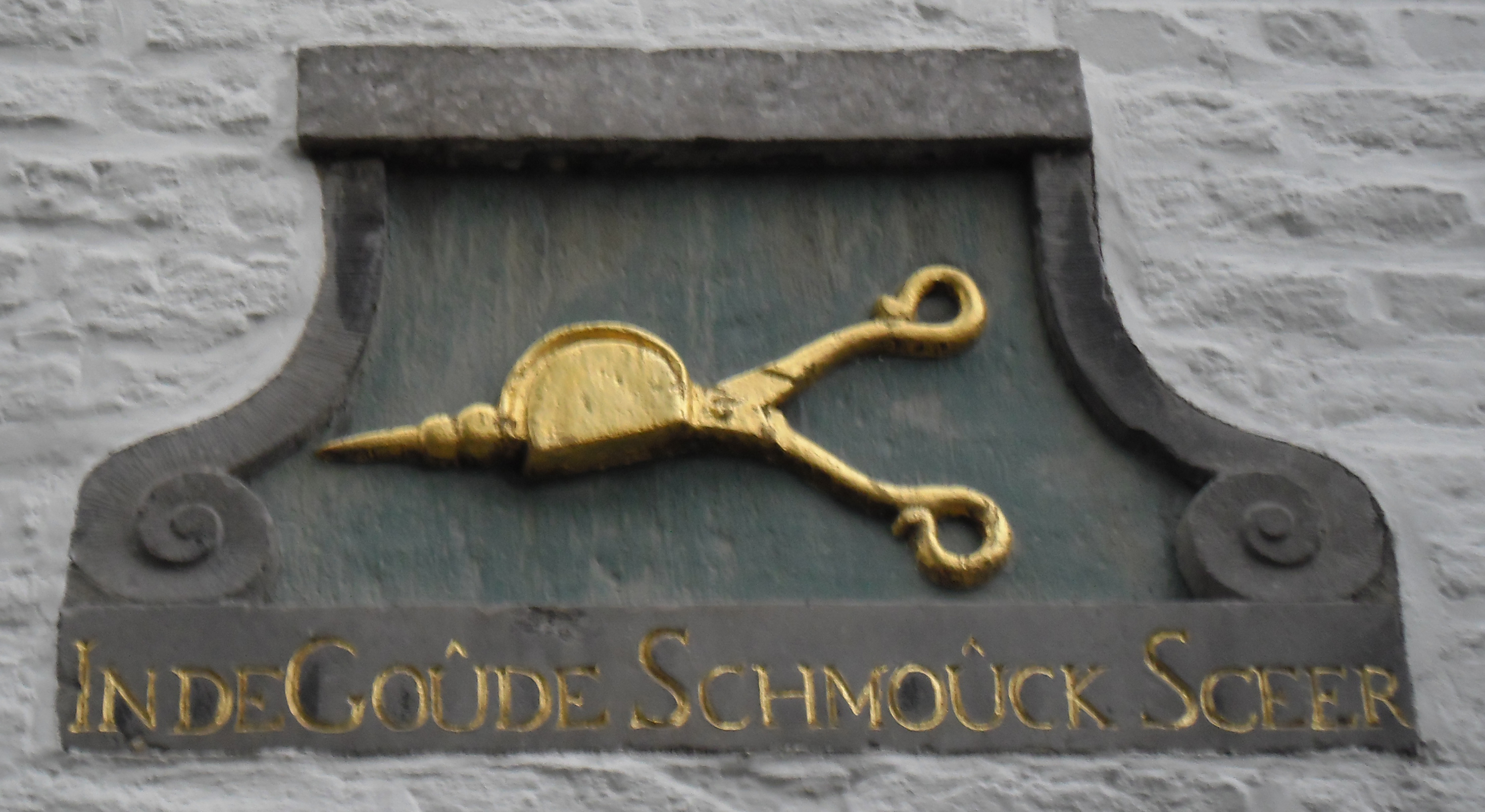
Nr. 57: IN DE GOÛDE SCHMOÛCK SCEER, 1750?
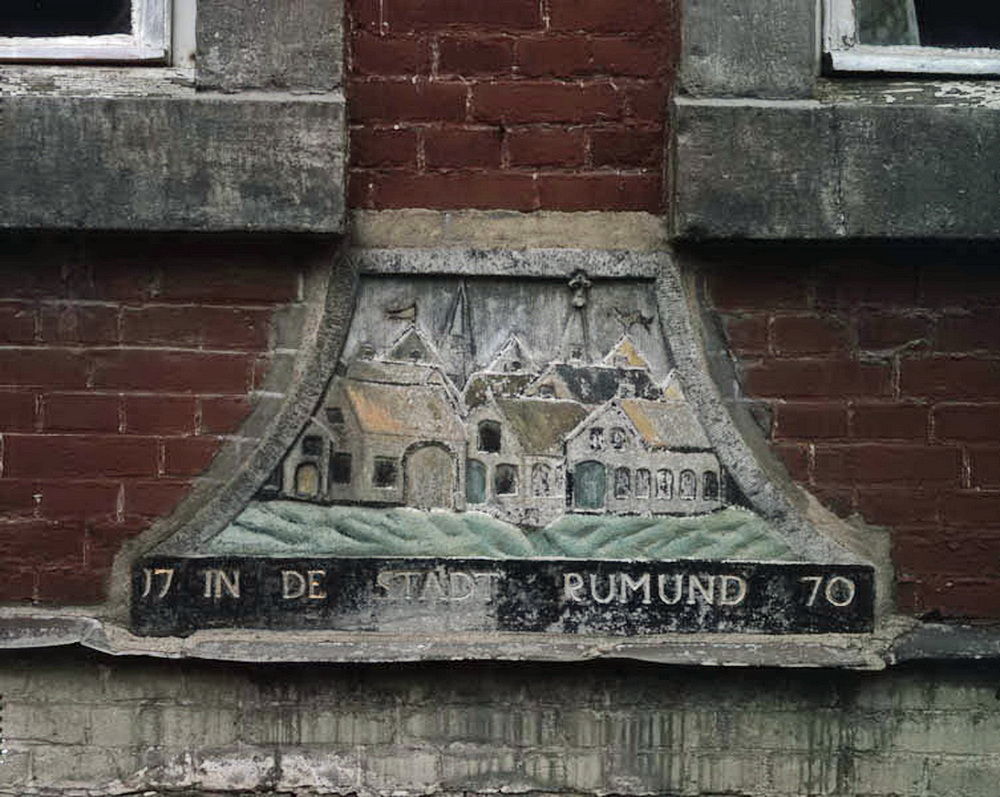
Nr. 70: 17 IN DE STADT RUMUND 70
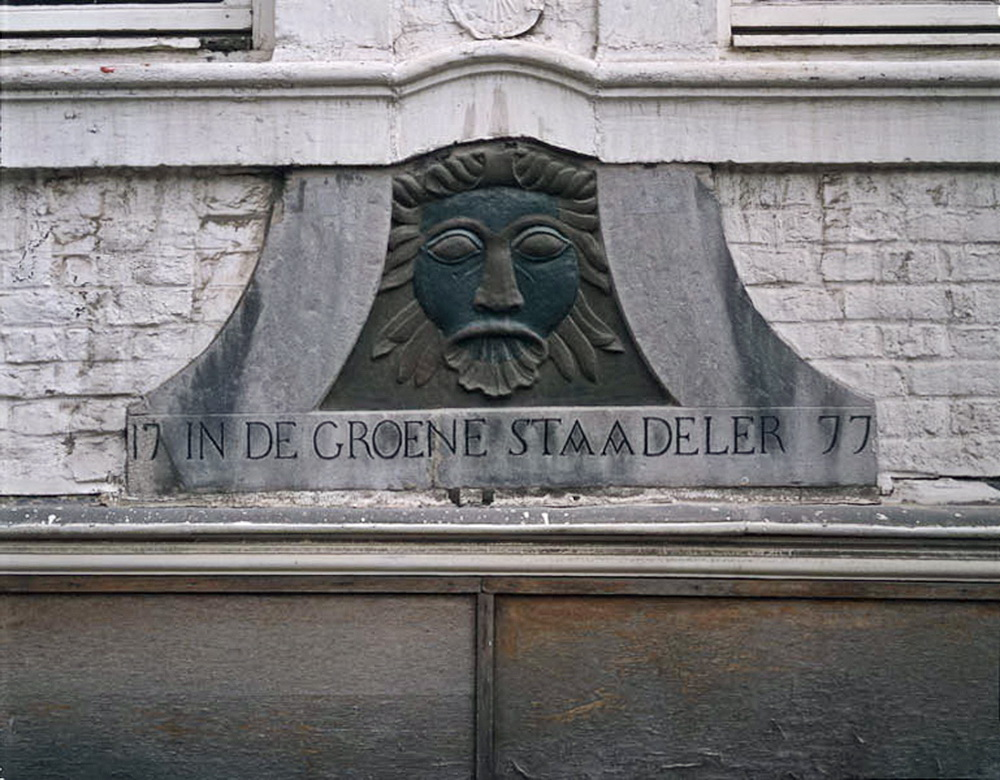
Nr. 74: 17 IN DE GROENE STAADELER 77[noot 10]